# William Branham

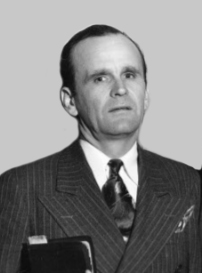
William Marrion Branham – 1948

William Marrion Branham (* 6. April 1909 in Burkesville, Kentucky; † 24. Dezember 1965 in Amarillo, Texas) war ein US-amerikanischer Prediger und ein als Heilungsevangelist auftretender Geistheiler des sogenannten Healing Revival. Heiligung, Krankenheilung sowie endzeitliche Themen prägten seine Botschaft, die als „The Message“ bezeichnet wird. Er nannte sich selbst einen Propheten und den einzig wahren Endzeitboten und wird bis heute von seinen Anhängern als die tatsächliche Stimme Gottes auf Erden und „Gott in der Form eines Menschen“ angesehen. Seine Predigten stellen den lehrmäßigen Unterbau der sogenannten Message Churches, der Freien Volksmission in Krefeld und der Bewegung um Paulaseer Lawrie Muthukrishna in Indien (Manujothi Ashram) dar. Von den anerkannten christlichen Gemeinschaften wird die um ihn entstandene Anhängerschaft als Sekte eingestuft. Branhams Lehren beeinflussten auch die Colonia Dignidad, vor allem ihren Gründer Paul Schäfer.

## Leben
William Branham wurde als ältestes von zehn Kindern in einer einfachen Hütte in Burkesville in Kentucky geboren. Sein Vater war Charles Branham (* 1887; † 30. November 1936), ein Holzfäller irischer Abstammung, seine Mutter Ella Rhea Harvey (* 24. Juni 1887; † 27. Oktober 1961). Ellas Großmutter war eine Cherokee gewesen, weshalb über die Jahre die ungenaue Behauptung aufkam, dass William Branhams Mutter Halbindianerin gewesen sei. Da Branham über keine Geburtsurkunde verfügte, nahm er lange Zeit den 8. April 1908 als Tag seiner Geburt an, bis ihm eine Astrologin mitteilte, dass er am 6. April 1909 geboren sei. Davon abweichend geben die Volkszählungen der Jahre 1910 und 1920 das Jahr 1907 als William Branhams Geburtsjahr an. Nach seiner eigenen Aussage waren seine Eltern bei seiner Geburt nur 18 Jahre und 15 Jahre alt. Ebenfalls auf Mitteilung einer Astrologin glaubte Branham, dass er unter einem besonderen Stern geboren worden sei.
Ob William Branhams Zweitname tatsächlich Marrion lautete, wie er erstmals 1963 behauptete, oder in Wirklichkeit Marvin war, wie seiner Musterungskarte aus dem Jahr 1940 zu entnehmen ist, ist nicht abschließend geklärt.
Seine Eltern waren ihrer Herkunft nach katholisch, doch ließen sie William Branham in einer Baptistenkirche einsegnen.

### Kindheit und Jugend
Seine Kindheit verbrachte William Branham in Jeffersonville, Indiana, wohin die Familie 1911 nach einem kurzen Aufenthalt in dem Vorort Utica (Indiana) gezogen war. Wie er später berichtete, wuchs er in ärmlichen Verhältnissen auf und musste frühzeitig arbeiten. Sein Selbstwertgefühl litt unter der Verachtung von Seiten seines Vaters und der Abweisung und den Sticheleien der Kinder seines Alters. Die Auswirkung waren hysterische Anfälle, derentwegen seine Eltern einen Arzt zu Rate zogen. Die Forschungsliteratur geht davon aus, dass Branham an neurotischen Störungen (Konversionsstörungen) litt, die in rhythmischen Abständen verstärkt auftraten. Branham selbst bestätigte dies in einer seiner letzten Predigten und sagte, dass er deswegen die bekannte Mayo Clinic in Rochester, Minnesota, aufgesucht und dort erfahren habe, dass die Krankheit chronisch sei.
Mit 14 Jahren schoss sich William Branham beim Jagen versehentlich selbst in beide Beine, worüber die lokalen Tageszeitungen berichteten. In seinen späteren Erzählungen änderte er das Ereignis ab und bezichtigte einen Jugendfreund namens Jim Poole, aus Unachtsamkeit mit einer Schrotflinte auf ihn geschossen zu haben. In einer anderen Predigt gibt er einem unachtsamen Prediger die Schuld, der auf Vogeljagd gewesen sei. Aufgrund seiner Schussverletzung musste Branham im Clark County Memorial Hospital operiert werden. Die Krankenhauskosten wurden eigenen Angaben zufolge von einer Kirchengemeinschaft und dem zu dieser Zeit in weiten Teilen der USA hoch angesehenen Ku-Klux-Klan übernommen. Kurz darauf wurde sein Vater als Fahrer des Milliardärs Otto H. Wathen eingestellt, der die Whisky-Destillerie R. E. Wathen & Co. in Louisville betrieb und u. a. die Mafia in Chicago belieferte. Dies verhalf der ganzen Familie zu einem besseren Lebensstandard.
Seine von anderen immer wieder bemängelte schlechte Bildung führte William Branham darauf zurück, dass er die Schule nur bis zur 7. Klasse besuchen konnte und nach dem Tod seines Vaters die Familie zu versorgen hatte. Tatsächlich starb sein Vater jedoch erst 1936 an einem Lungenödem. In seinen Predigten nennt Branham abweichend den ständigen Alkoholkonsum, eine Überdosis Strychnin oder einen Herzinfarkt.

### Frühe Jahre und Berufung
Über die frühen wirtschaftlichen Verhältnisse Branhams ist wenig bekannt. Auch wenn er sich in späteren Predigten rückblickend als armen jungen Mann präsentierte, war er bereits mit 17 Jahren in der Lage, sich ein neues Ford T-Modell zu kaufen und in den Westen zu reisen. Ein Grund, warum Branham nach Westen zog, war die Aussage eines Astrologen, der ihm ausgehend von der Position der Sterne dazu geraten hatte, sofern er erfolgreich werden wolle. In seinem mitverfassten Lebensbild wurde die Reise in den Westen als Flucht vor Gott verklärt. Seinen eigenen Angaben zufolge widmete er sich ab 1926 dem Boxen und gewann in den kommenden Jahren in Evansville (Indiana) insgesamt fünfzehn professionelle Boxkämpfe. Sein damaliger Trainer sei ein ortsbekannter Boxer mit dem Namen Six-Second-Smith gewesen, dessen Name möglicherweise auf den 1923 erschienenen gleichnamigen Film über einen Boxer zurückzuführen ist. Wenn auch ein Boxer mit dem Künstlernamen Six-Second-Smith (George Brook Smith) existierte, gibt es für Branhams Boxerkarriere keine externen Belege. Zwischen 1927 und 1928 verließ er den Staat Indiana und arbeitete eine Zeit lang auf einer Farm in dem ca. 1.700 Meilen von seiner Heimat entfernten Phoenix (Arizona). Seine Wohnung soll sich in der Straße 16th and Henshaw (heute: Buckeye Road) in Phoenix befunden haben.
Nach dem Tod seines Bruders Edward Winferd Branham (* 12. Mai 1910, † 20. Juni 1929) kehrte Branham nach Jeffersonville zurück. Seine Eltern lebten zu dieser Zeit in der Graham Street Nr. 401. Ab 1930 soll er dann seinen Predigtdienst begonnen haben. Entgegen seinen späteren Behauptungen in seinen Predigten oder gegenüber der Presse arbeitete Branham zu keiner Zeit als Wildhüter oder Jagdaufseher des Staates Indiana. Vielmehr arbeitete er ab 1931 für die Public Service Company von New Albany (Indiana), für die er bis 1947 als Gasableser und Streckenprüfer aktiv war. Bei einem Arbeitsunfall soll er eine Gasvergiftung erlitten haben, doch das von ihm geschilderte Ereignis wird von einigen Autoren stark hinterfragt und eine Blinddarmentzündung als wahrscheinlicher angesehen. Nach der Operation hatte er eine Nahtoderfahrung, in der er die Stimme hörte, die ihn seit seiner Kindheit begleitete. Einige Tage später durfte er nach Hause gehen, litt aber noch unter Sehschwierigkeiten und Magenproblemen. Erst in jener Zeit fand seine tatsächliche Bekehrung statt. Branham nennt unterschiedliche Orte seiner Bekehrung: eine Baptistenkirche, einen Kohleschuppen und die Kirche einer Pfingstgemeinde. Durch das Gebet der Baptistengemeinde sei er schließlich geheilt worden.
Im Dezember 1932 ließ sich Branham dann von Roy Elonza Davis, dem Pastor der First Pentecostal Baptist Church of Jeffersonville und offizieller Sprecher des Ku Klux Klan in Louisville, taufen. Davis war ein guter Freund Branhams und wurde sein geistlicher Mentor. Unter den in der Gemeinde predigenden Personen befand sich auch Branhams spätere Frau, die laut den in der örtlichen Zeitung abgedruckten Gottesdienstankündigungen Andachten hielt. Erst viele Jahre später behauptete Branham, dass er bezüglich des Predigtdienstes von Frauen eine andere Meinung als Pastor Davis vertreten und sich aus diesem Grund von dessen Gemeinde getrennt habe. Die Realität sah auch hier etwas anders aus: Branham wurde Davis’ Hilfsprediger, bis das Gemeindehaus niederbrannte und Davis Jeffersonville in Richtung Texas verließ. Daraufhin begann Branham mit der Einrichtung einer eigenen Zeltmission und hielt Gottesdienste in einer angemieteten Halle. Aus der um ihn entstehenden Zuhörerschaft entwickelte sich später die bis heute existierende Gemeinde „The Pentecostal Tabernacle“ an der Ecke 8th Street und Penn Street in Jeffersonville, deren Grundstein er laut eigener Schilderung im März 1933 legte und die im September 1933 fertiggestellt worden sei. Das Jahr des Baubeginns wurde stark angezweifelt. Im Verzeichnis der Stadtverwaltung von Jeffersonville wurde Branham erst 1935 als Pastor des Pentecostal Tabernacle geführt. Der Bau des Tabernacle fand vermutlich im darauf folgenden Jahr statt. Laut dem Katasteramt des Clark County in Jeffersonville wurde der Baugrund erst am 9. November 1936 von einem Witwer namens William T. Ingram für das Pentecostal Tabernacle erworben. Übereinstimmend mit den amtlich dokumentierten Eigentumsverhältnissen trug auch der Kaufvertrag des Baugrunds dieses Datum. Es wird vermutet, dass Branham die Grundsteinlegung nachträglich auf das Jahr 1933 vorverlegte, um eine gedankliche Verbindung zu dem Jahr 33 n. Chr. und somit dem Ende des Lebens und Wirkens von Jesus Christus herzustellen.
In seiner neuen Rolle als Hilfspastor soll Branham am 11. Juni 1933 etwa 130 Menschen im Ohio River am Ende der Spring Street in Jeffersonville getauft haben. Belegt ist lediglich ein Taufdienst Branhams am 2. Juni 1933. Während der Taufe der 17. Person sei ein Licht / der Engel des Herrn / eine Feuersäule / der Morgenstern erschienen und eine Stimme habe gesagt: „Wie Johannes der Täufer dem ersten Kommen Christi vorausgesandt wurde, so wird die Botschaft, die dir gegeben wurde, ein Vorläufer des zweiten Kommens Christi sein.“
1950 erwähnte Branham dieses Ereignis erstmals in einer seiner Predigten; er sprach jedoch nur von einem sternengleichen Licht. Ab 1952 ergänzte er die Erzählung um den hörbaren Sendungsauftrag. Auch in dem 1950 von ihm und seinem Freund Gordon Lindsay verfassten Lebensbericht wurde nur das Licht und keine Stimme erwähnt. Wie für viele seiner rückblickenden Darstellungen kennzeichnend, nannte Branham auch hier unterschiedliche Daten für den erfolgten Sendungsauftrag, so August 1933, den 16. Juni 1933, das Jahr 1930, 1931, 1936 und sogar 1939.
Auch wenn in einschlägiger religiöser Literatur oft zu lesen ist, dass mindestens 1.000 Menschen Zeugen dieser Erscheinung gewesen seien, gibt es hierfür keine objektiven Belege. In späteren Predigten behauptete Branham, dass mehrere US-amerikanische und sogar kanadische Zeitungen über das übernatürliche Ereignis berichtet hätten. Ein Nachweis findet sich hierfür nicht. Auch sagte er in den kommenden Jahren, dass nicht wie vormals von ihm erwähnt 3.000 Menschen, sondern fast 10.000, dann 7.000 bis 8.000, schließlich wieder 3.000 und zuletzt erneut 10.000 Menschen während dieser Taufe anwesend gewesen seien – obwohl Jeffersonville zur damaligen Zeit nur 12.000 Einwohner zählte. Trotz allem wurde Branhams Erzählung hierüber durch die ständige Wiederholung während seiner medienwirksamen Auftritten ab 1950 in ganz Jeffersonville bekannt. Dieser vermeintliche Sendungsauftrag war grundlegend für Branhams Selbstverständnis als Prophet, wenn auch die Ansicht, dass er bereits 1933 eine voll ausgearbeitete prophetische Lehre hatte, nicht tragfähig ist.
In dieses Jahr fiel auch die von Branham ab 1955 mehrfach erwähnte Vision, in der ihm der Engel des Herrn sieben Endzeitgeheimnisse (Die sieben Endzeit-Prophezeiungen) offenbart habe, deren Inhalt er am 13. Mai 1956 erstmals ausführlicher in einer Predigt behandelte und bis zu seinem Lebensende immer wieder als bedeutendste Prophezeiung herausarbeitete. Auch für diese nannte Branham abweichend das Jahr 1931, 1932 oder 1933. Als vermeintlichen Beweis seiner 1933 erhaltenen Endzeitvisionen behauptete Branham, dass er sie auf das Vorsatzblatt seiner Bibel geschrieben und das Blatt in den Grundstein des angeblich im selben Jahr erbauten Branham Tabernacles gelegt habe. Diese Aussage führte dazu, dass der Branham-Gläubige Ben Bryant den Grundstein nach Branhams Beerdigung im Jahr 1966 im Beisein mehrerer Gemeindemitglieder mit einem Drucklufthammer öffnete. Entgegen der mehrfach wiederholten Aussage Branhams, fand sich kein Bibelblatt darin, was die Gläubigen damit erklärten, dass Engel bzw. Gott das Bibelblatt wundersam entfernt hätte. Nach der nun notwendigen Renovierung des Branham Tabernacles wurde die Fassadenaufschrift „Branham Tabernacle – Dedicated 1933“ angebracht.
Die von Branham nachträglich auf das Jahr 1933 gelegten Ereignisse des Gemeindebaus, seines Sendungsauftrags und der erhaltenen Endzeitvisionen müssen stark hinterfragt werden, da sie seiner geistlichen Fixierung auf das Jahr 33 geschuldet waren.

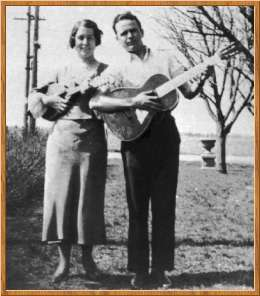
William Branham und Hope Brumbach

Am 22. Juni 1934 heiratete Branham Amelia Hope Brumbach (* 16. Juli 1913; † 22. Juli 1937), die er in der First Pentecostal Baptist Church of Jeffersonville kennen gelernt hatte und mit der er zwei Kinder bekommen sollte. Es war die Zeit der Großen Depression und Branham hatte eigenen Angaben zufolge so wenig Geld, dass sie auf die Flitterwochen verzichten mussten.
Etwa drei Monate nach seiner Hochzeit kam Branham mit der „Schule der Propheten“ (School of the Prophets) in Louisville in Kontakt, die von William Sowders (* 1879, † 1952) eröffnet worden und ein Ableger der 1902 von dem charismatischen Wanderprediger und selbsternannten Propheten Benjamin Purnell (* 1861, † 1927) gegründeten House-of-David-Sekte war. Das Zentrum der Gruppe befand sich in der gleichnamigen 1903 eröffneten Vergnügungssiedlung in Benton Harbor (Michigan) nahe dem Paw Paw Lake, wohin Branham eingeladen wurde. Trotz der angeblich schlechten finanziellen Verhältnisse nahm Branham die Reise von etwa 300 Meilen nach Benton Harbor auf sich. Als Grund für den Ausflug nannte er in späteren Predigten das Fischen. Der tatsächliche Grund war jedoch weitaus schwerwiegender und der Kontakt mit der House-of-David-Lehre sollte einen großen Einfluss auf William Branhams Leben nehmen. Die House-of-David-Sekte lehrte in Anlehnung an die Christian Israelite Church, dass die sieben Engel der Offenbarung menschliche Botschafter seien, als deren erster die selbsternannte Prophetin Joanna Southcott (* 1750, † 1814) angesehen wurde. Benjamin und seine Frau Mary Purnell hatten sich als der siebte und letzte Engel bzw. Bote aus Offenbarung 10,7 angesehen. Die Anhänger ihrer Lehre seien jene in Offenbarung 7,4 genannten 144.000 Auserwählten, die sich in der von ihnen gegründeten Kommune auf die Wiederkunft Christi vorbereiten würden. Die geistlichen Schriften der Purnells handelten u. a. von der Entsiegelung und Offenbarung der göttlichen Geheimnisse.
Auf dem Rückweg kam Branham eigenen Angaben zufolge zum ersten Mal mit der Pfingstbewegung in Kontakt, als er eine Tagung der Third General Assembly of the Pentecostal Assemblies of Jesus Christ bei Mishawaka (Indiana) besuchte. Diese Aussage Branhams trifft nicht zu, da er bereits Jahre zuvor Kontakt zu einer Pfingstgemeinde unter Pastor Roy E. Davis hatte und selbst Pfingstpastor war (siehe oben). Als jüngster anwesender Prediger der Tagung in Mishawaka sei Branham dazu aufgefordert worden, die morgendliche Andacht zu halten. In Mishawaka nahm Branham das „Jesus-Only“-Gottesbild sowie eine Taufe allein auf den Namen Jesus an. Danach wurde er eingeladen, an Revival-Meetings unter anderem in Texas und Florida teilzunehmen. Nach späterer Darstellung verzichtete er mit Rücksicht auf seine angeblich lutherische Schwiegermutter auf dieses Angebot und unterschlug dabei, dass sie in Wahrheit Mitglied seiner Pfingstgemeinde war und nicht den Pfingstglauben, sondern vielmehr den Oneness-Glauben ablehnte.
Branhams 15-jähriger Bruder Charles R. Branham (* 1920, † 5. August 1935) starb 1935 bei einem Autounfall.
Am 13. September 1935 wurde sein Sohn William „Billy“ Paul Branham († 19. Oktober 2023), am 27. Oktober 1936 seine Tochter Sharon Rose Branham geboren.
Bei der Überschwemmung des Ohio River zu Beginn des Jahres 1937 und der damit einhergehenden zerstörerischen Auswirkung auf Jeffersonville kam William Branham laut seinen eigenen Darstellungen beinahe ums Leben. Seine Frau und seine Tochter starben kurz nach der Überschwemmung an Tuberkulose. Dieses Unglück führte Branham darauf zurück, dass er, anstatt auf Gott zu hören, auf seine Schwiegermutter Hazel Elizabeth Brumback (* 1894) gehört habe, die ihn angeblich 1934 davon abgehalten hatte, sich der Pfingstbewegung anzuschließen. Tatsache ist, dass Branhams Frau bereits seit Januar 1936 und somit vor der Flut und vor der Zeugung seiner Tochter an Tuberkulose erkrankt war. Die Strafe Gottes hervorhebend, behauptete Branham in späteren Predigten sogar, dass sich der Tod seines Bruders und seines Vaters sowie die tödliche Krankheit seiner Frau innerhalb weniger Tage ereignet hätten. Aus der Verzweiflung seiner Lage heraus wollte er sich in den Kopf schießen, doch löste sich kein Schuss.
Nach diesem Schicksalsschlag habe er sich der Pfingstbewegung angeschlossen und die Taufe des Heiligen Geistes empfangen. Wann dies geschah, ist allerdings unbekannt. Ebenso unklar ist der Ort, da Branham sowohl seinen Schuppen als auch eine farbige Kirche nannte.

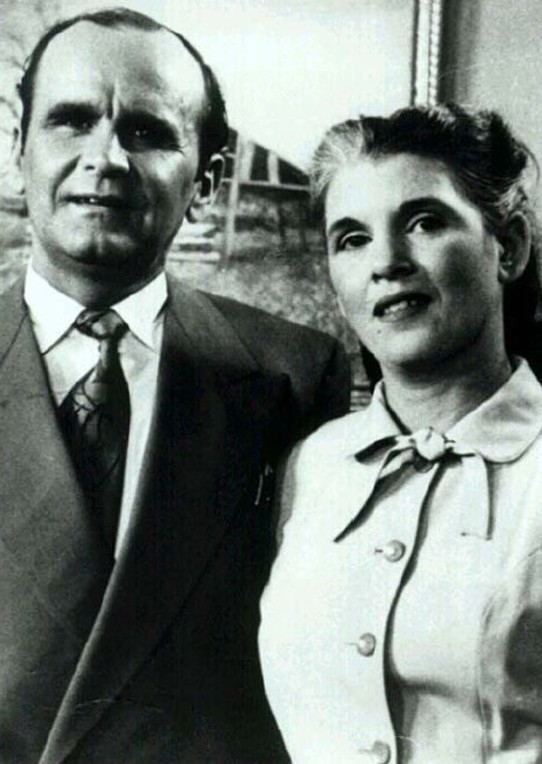
William Branham und Meda Broy

Die Besucherzahlen in seiner Gemeinde gingen bis 1941 drastisch zurück. Am 23. Oktober 1941 heiratete Branham in zweiter Ehe Meda Marie Broy (* 26. April 1919, † 11. Mai 1981), mit der er weitere drei Kinder hatte, zwei Töchter und einen Sohn. Die zehn Jahre jüngere Meda Broy war bis 1937 die Pflegerin seiner ersten Frau gewesen. Diesen Umstand verschwieg Branham regelmäßig in seinen Predigten über sein Leben und versah die Pflegerin seiner verstorbenen Frau mit Namen wie Hilda, Cook, Juanita oder Evelyn.
1941 führte er in Totten’s Ford bei Milltown eine zweiwöchige Erweckungsveranstaltung durch.
Der Pfingstler-Pastor Robert Daugherty aus St. Louis (Missouri), den Branham 1934 in Mishawaka kennengelernt hatte, schickte ihm 1945 ein Telegramm und bat ihn, für seine achtjährige Tochter Betty zu beten, die an Chorea minor litt. Branham besuchte die Familie daraufhin und betete für das Kind. Als das Mädchen einige Monate später plötzlich keine Krankheitssymptome mehr aufwies, sah dies Branham als ein durch ihn gewirktes Wunder an. Ihm war nicht bekannt, dass Chorea minor bei Kindern oft von allein verschwinden kann, was in der Medizin als Spontanheilung bezeichnet wird.
Am 21. März 1946 kam seine Tochter Rebekah Branham zur Welt.

### Beginn des Heilungsdienstes

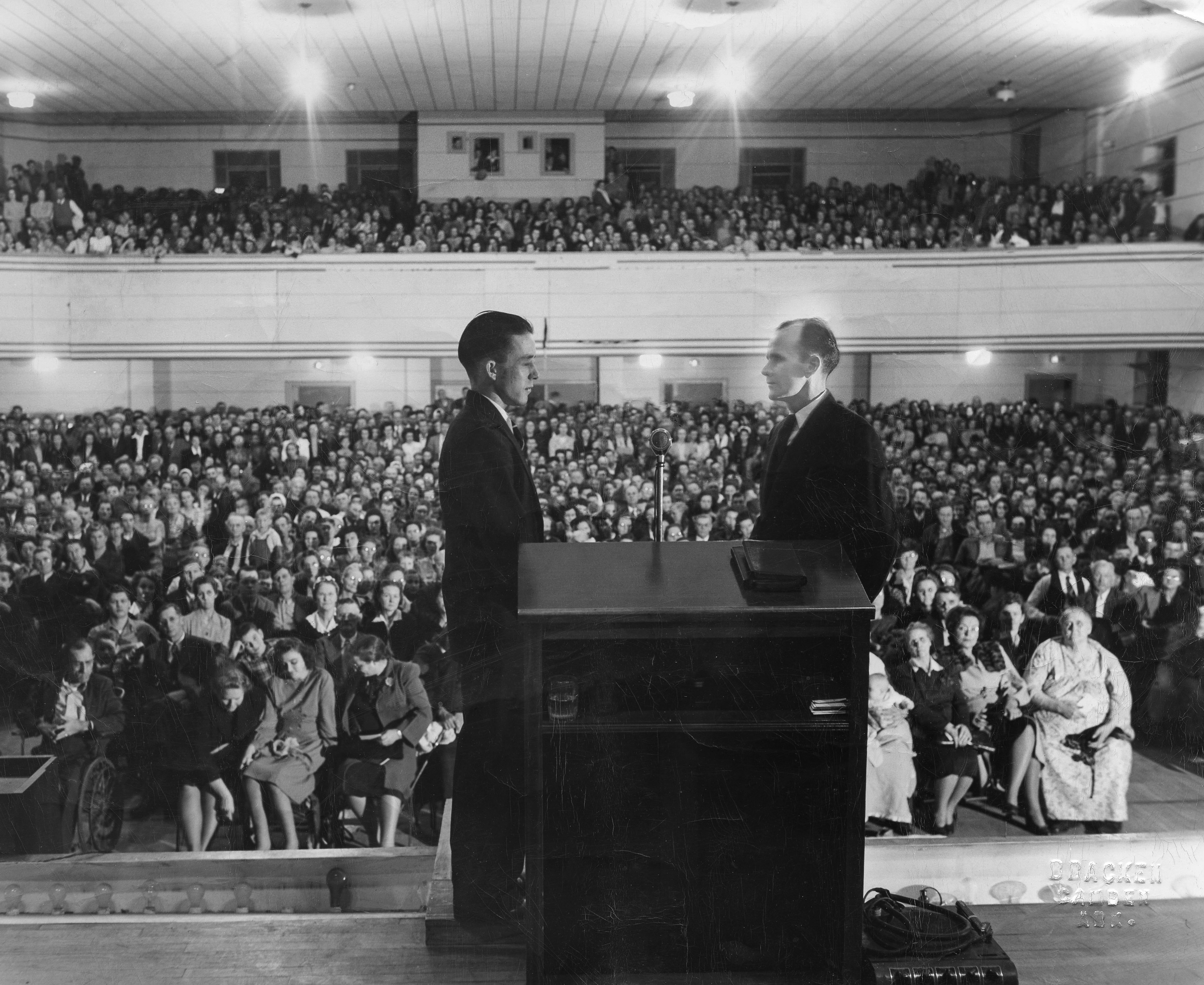
Branham (rechts) während einer seiner Heilungskampagnen

Nach dem scheinbaren Erfolg mit der Heilung von Betty Daugherty führte Branham auf Betreiben von Pastor Daugherty in St. Louis die erste sogenannte Heilungs-Kampagne durch, der auf Einladung der Oneness-Pfingstler bald Veranstaltungsreihen folgten. Branham führte die fortan von ihm propagierte Gabe zur Krankenheilung auf eine Engelserscheinung zurück, die er am 7. Mai 1946 erhalten haben will. Der Engel habe ihm damals gesagt, dass er von nun an Krankheiten durch das Vibrieren seiner linken Hand erkennen werde und dass sein Gebet sogar Krebs heilen würde. Eine im Sommer 1947 stattfindende neuntägige Veranstaltung in Vandalia (Illinois), die ca. 8.000 Besucher anzog und über die mehrere Zeitungen berichteten, machte Branham innerhalb der USA bekannt. Zu dieser Zeit war Wilford Eldon Kidson aus Houston Branhams Manager, doch wurde er im Herbst von James Gordon Lindsay (* 1906, † 1973) abgelöst. Lindsay hatte gute Kontakte innerhalb der christlichen Erweckungsbewegung und begann damit, Kampagnen in Oakland (Kalifornien), Phoenix (Arizona), Winnipeg (Manitoba, Kanada) und Vancouver (British Columbia, Kanada) zu organisieren, die Teil des sogenannten Healing Revival wurden. Die frühen Kampagnen waren so aufgebaut, dass Gordon Lindsay oder der im Herbst 1947 hinzugestoßene kanadische Pfingstprediger Ern Baxter eine Predigt hielten und Branham an diese seinen Heilungsdienst anschloss. Die Kampagnen zogen nach Lindsays Angaben innerhalb von 14 Tagen 60.000 Besucher an. Bereits in diesem frühen Stadium wurde damit begonnen, Branhams Reden auf Tonband aufzuzeichnen. 

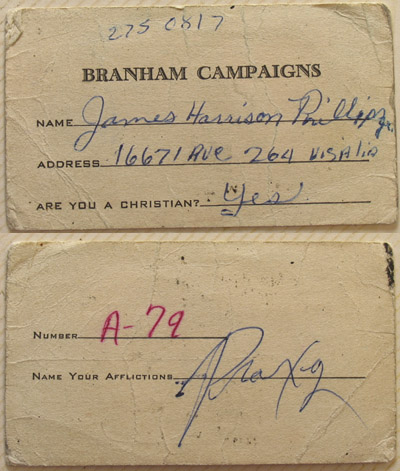
Gebetskarte einer Heilungsveranstaltung Branhams, ca. 1955

Branham wurde dafür bekannt, dass er die Krankheit des Patienten erkannte, noch ehe ihm diese mitgeteilt wurde. Anhänger Branhams unterschlagen oft die Tatsache, dass nummerierte Gebetskarten (Prayer Cards) zum Einsatz kamen, auf die jeder Patient im Vorfeld einer Heilungsveranstaltung seinen Namen, seine Adresse und seine Krankheit aufschreiben musste, ehe er sich in die sogenannte Prayer Line stellen durfte. Die Karten wurden von Branhams Bruder und in späteren Jahren von seinem Sohn Billy Paul eingesammelt und die Patienten einzeln nach ihrer Nummer auf die Bühne gebeten, wo Branham für sie betete. Hierbei überraschte Branham das Publikum dann damit, dass er die Namen, den Wohnort und die jeweilige Krankheit des Patienten benennen konnte, ohne mit diesen gesprochen zu haben. Branham sagte, dass er seine Fähigkeit als Heiler nur anwenden könne, wenn der Engel anwesend sei, der ihn seit seiner Kindheit begleite. Wenn er den Engel nicht an seiner Seite wahrnahm, brach er die Veranstaltungen augenblicklich ab. In den gelegentlich sehr spontanen Abbrüchen der Heilungsgebete, die mit der Abwesenheit des Engels oder einem Schwächeanfall begründet wurden, sehen Kritiker eine einfallsreiche Verschleierungstaktik Branhams, die zur Anwendung kam, wenn er sich nicht mehr an den Inhalt der Gebetskarten erinnern konnte. Die Tonaufzeichnungen der Heilungsveranstaltungen belegen, dass Branham von Zeit zu Zeit sehr unspezifische Aussagen machte oder sogar die Vornamen seiner Patienten nicht kannte. Dies war einer der Gründe, warum die Patienten dazu angehalten wurden, ihre Position in der Gebetsreihe nicht zu ändern oder anstelle eines anderen auf die Bühne zu kommen.
In vielen Fällen sah Branham dämonische Kräfte als Quelle der Krankheiten der Patienten an. Um für Branhams Heilungsversammlungen zu werben, gab Gordon Lindsay im April 1948 die erste Ausgabe der Zeitschrift Voice of Healing – an Inter-Evangelical Publication of the Branham Healing Campaigns heraus. Ein späterer Mitredakteur der Zeitschrift war der Geistheiler Jack Coe. Branhams Ruf als Heiler verschaffte ihm sogar einen – wenn auch kritischen – Artikel im Time Magazine. Zu den berühmtesten Persönlichkeiten, die durch Branham Heilung erfahren haben sollen, zählen der mit Roy E. Davis befreundete ehemalige US-amerikanische Abgeordnete William David Upshaw (* 1866, † 1952; erfolgte Heilung 1951) aus Georgia und König Georg VI. von Großbritannien. Die erstgenannte Heilung ist stark umstritten, da Upshaw zu dieser Zeit bereits genesen und als Simulant und Betrüger bekannt war. Als Beleg für die Heilung des Letztgenannten existiert nur eine Aussage Branhams. Auch wenn Branham behauptete, dass er den britischen König besucht und für ihn gebetet habe, existiert hierfür kein Nachweis. Viele Menschen gaben an, während der Veranstaltungen Branhams eine Wunderheilung erlebt zu haben. Man schrieb Branham sogar die Wiedererweckung von soeben Verstorbenen zu. Hierbei kam es zu dem Phänomen, dass das Publikum gegenüber Pressevertretern von erlebten Heilungen berichtete, diese Aussagen in den jeweiligen Zeitungen zitiert wurden und die Presseberichte wiederum von Befürwortern Branhams als Beleg für die Authentizität stattgefundener Wunderheilungen herangezogen wurden. Als jedoch anwesende Journalisten die Geheilten am Ende einer Heilungsveranstaltung befragen wollten, teilte ihnen das Managerteam Branhams mit, dass diese die Örtlichkeit bereits verlassen hätten. Auch kam es vor, dass Erkrankte, die nach einer Veranstaltung Branhams als geheilt dargestellt wurden, mit den gleichen Gebrechen erneut auf einer späteren Heilungsveranstaltung auftraten. Die bekanntgegebenen Zahlen der im Rahmen der Heilungsgottesdienste stattgefundenen Krankenheilungen und deren Nachhaltigkeit wurden daher früh hinterfragt. So sagte der 1947 mit anwesende Pastor Alfred Pohl z. B.: “After Branham and his party were gone, many people returned to their original condition, or died.” Ein solcher Fall ereignete sich nach einer Heilungsveranstaltung Branhams in Calgary, als die für geheilt erklärte Clyde Kidd (* 1915, † 1947) kurz darauf starb und das Managerteam auf Konfrontation seitens der Presse leugnete, dass Branham für Clyde Kidd gebetet habe. Als der stumme Walker Beck trotz der verkündeten Heilung durch Branham in seinem Zustand verblieb, erklärte Branham dies damit, dass Beck trotz eines ausgesprochenen Verbots seiner Tabakabhängigkeit nachgegeben habe.
Einige Pastoren aus North Battleford (Saskatchewan, Canada), die an den Veranstaltungen Branhams im November 1947 in Vancouver teilnahmen und von der göttlichen Heilung (“divine healing”) als Wirkung des Heiligen Geistes in den letzten Tagen hörten, leiteten in ihrer Heimat die sogenannte Spätregen-Erweckung (Latter Rain Revival) – benannt nach einem Ausspruch des alttestamentlichen Propheten Joel (2,23) – ein. Auch wenn Branham dies genau so verstand, seine Praxis der Handauflegung Einfluss und er selbst persönlichen Kontakt zu Mitgliedern der Bewegung hatte, muss der Behauptung, dass er Gründer des Latter-Rain-Revivals gewesen sei, widersprochen werden. Branham vertrat zudem die Ansicht, dass die wahre Osterbotschaft nicht mit organisierten Gruppen oder Gemeinden zu verbinden sei. Durch den überkonfessionellen Heilungsdienst Branhams um dem anderer Heilungsevangelisten wurden Christen verschiedener Glaubensgemeinschaften einer pfingstlerischen Erfahrung ausgesetzt. Die Pfingstbewegung wurde innerhalb der USA eine populäre Subkultur.
Im Januar 1948 schloss sich in Pensacola (Florida) der prominente Führer der Pfingstbewegung Fred Francis Bosworth der Revival-Bewegung an. Im gleichen Monat traf sich Branham mit dem armenischen Geistheiler Avak Hagopian in Miami Beach (Florida), der als Verkörperung Jesu Christi verehrt wurde. Auch Branham verglich Avaks Erscheinung mit Jesus Christus und beschrieb auf sehr ähnliche Weise fortan den Engel, der ihn regelmäßig aufsuche.
Die körperliche und psychische Anstrengung, welche die Heilungskampagnen für ihre Protagonisten mit sich brachten, mündeten meist nicht nur in einer physischen Erschöpfung. Im Mai 1948 erlitt Branham einen schweren Nervenzusammenbruch und zog sich für mehrere Monate zurück. In dieser Zeit traten in der charismatischen Revival-Bewegung weitere Heilungsprediger wie Oral Roberts, A. A. Allen, T. L. Osborn und Kathryn Kuhlman auf, doch war es nach wie vor Branham, der das Tempo vorgab.
In einem im August 1948 in der Zeitschrift Voice of Healing veröffentlichten Artikel verkündeten Lindsay und Branham, dass das Ende der Welt bevorstehe, und deuteten die Schlacht von Armageddon (Offenbarung 16,16) als Kampf der westlichen Demokratie gegen den Kommunismus.
Ab Ende 1948 führte Branham, von Lindsay, Baxter und Bosworth begleitet, weitere Kampagnen in den Vereinigten Staaten durch. Nach einem längeren Aufenthalt in Houston (Texas) im Januar 1950 reiste das Branham-Team nach Europa. Nach dem Besuch der Städte London und Paris folgten Heilungsveranstaltungen in Finnland, Schweden und Norwegen. In London betete Branham u. a. für eine Frau namens Florence Nightingale Shirlaw, die er später als eine Nachfahrin der berühmten und kinderlos verstorbenen Florence Nightingale darstellte. Bei Kuopio in Finnland wurde Branham Zeuge eines Verkehrsunfalls und propagierte in diesem Zusammenhang eine Totenauferweckung, die stark von den Angaben anderer Unfallzeugen abweicht. Seine Veranstaltungen in Skandinavien zogen trotz der Opposition der Staatskirche und Presse bis zu 7.000 Menschen an. Branhams Manager Gordon Lindsay veröffentlichte 1950 ein Buch über Branhams Wirken mit dem Titel William Branham: A Man sent from God, das in Gemeinschaftsarbeit entstanden war und Branhams entworfenes Lebensbild wiedergibt. In diesem Jahr bezeichnete sich Branham erstmals selbst öffentlich als Gottes „Propheten“.
Am 19. März 1951 wurde seine Tochter Sarah Branham geboren.
Vom 7. bis 30. November 1951 folgte eine Südafrikareise, bei der sich in Durban in einer einzigen Versammlung 30.000 Menschen bekehrt haben sollen. Unter den Begleitern Branhams befanden sich u. a. F.F. Bosworth und William Paul Branham. Als sich Branham entgegen dem heilungsdienstlichen Reiseplan der Wildtierjagd widmen wollte und hierfür von seinen Begleitern kritisiert wurde, drohte er ihnen mit dem Tod, sollten sie seine Entscheidungen als Prophet hinterfragen. Branhams Versammlungen hatten großen Einfluss auf die Entwicklung der Pfingstbewegung in Teilen Afrikas. Der gewaltige Eindruck, den Branhams Aufenthalt in Afrika machte, veranlasste Julius Stadsklev dazu, das Traktat William Branham, A Prophet Visits South Africa zu schreiben und 1952 zu veröffentlichen. Das Erbauungsbuch enthielt viele nachträgliche Erzählungen Branhams, die seinem Lebensbild und den Tatsachen widersprachen, darunter Branhams Behauptung, dass ihn Florence Nightingale nach Südafrika gerufen habe. Im Anschluss an die Heilungsdienste in Afrika ging Branham seinem Lieblingshobby nach: der Wildtierjagd. Branham war ein leidenschaftlicher Jäger und Waffensammler.

### Lehrtätigkeit
Als Branham 1953 damit begann, Bildung und wissenschaftlichen Fortschritt zu verteufeln, führte dies zu einer Abkehr seitens seiner Zuhörerschaft. Die Ablehnung nahm zu, als er 1954 die Lehre der Dreieinigkeit Gottes als teuflisch bezeichnete und organisierte christliche Glaubensgemeinschaften als das Zeichen des Tieres aus der Offenbarung deutete, weshalb sämtliche Mitglieder der bestehenden christlichen Konfessionen dem System des Antichristen angehören und als Strafe dafür im Feuersee enden würden. Dies entfremdete ihn immer mehr von ehemaligen Unterstützern wie Gordon Lindsay und Ern Baxter, die ihn letztlich verließen. Gordon Lindsay soll Branham 1964 sogar vor einer Strafe Gottes gewarnt haben, sollte er seine falschen Lehren nicht bereuen. Ern Baxter teilte in einem späteren Interview mit, dass er Branham immer wieder dazu aufgefordert habe, seine esoterisch anmutenden und in Baxters Augen falschen Lehren nicht öffentlich zu verkündigen, weshalb er sich schließlich von ihm trennte. Auch der Baptistenpastor und Erweckungsprediger Billy Graham nahm Abstand von Branham.
Branham begann stattdessen vermehrt Veranstaltungen mit A. W. Rasmussen und Joseph Mattsson-Boze von der Philadelphia Church in Chicago (Illinois) zu halten, die in enger Verbindung mit dem Latter-Rain Movement standen. Allerdings zog er nur noch Hunderte von Zuhörern an, nicht mehr Tausende.
Nichtsdestoweniger setzte er seine Predigtreisen fort und flog 1954 über Lissabon und Rom nach Bombay (Indien). Allerdings musste er den Aufenthalt in Indien nach nur vier Tagen abbrechen, da die Menge gewaltsam gegen ihn vorging und er die Veranstaltung mit zerrissener Kleidung und unter dem Schutz des Militärs verlassen musste. Er selbst bezeichnete die Reise als Enttäuschung, änderte später jedoch seine Darstellung und behauptete, dass er vor 500.000 Menschen gesprochen hätte. Einer der wenigen Anhänger, die Branham in Bombay für sich gewinnen konnte, war der visionenbehaftete Rasiah Paulaseer Lawrie Mathukrishna (* 1921, † 1989). Branham sollte ihn 1960 in den USA persönlich treffen, taufen und zu dem Dienst als Geistheiler ermutigen, woraufhin er in Südindien die religiöse Zusammenkunft Manujothi Ashram begründete.
1955 folgte eine Reise nach Deutschland und in die Schweiz, die von dem Vizepräsidenten der Full Gospel Business Men’s International (FGBMI), Minor Arganbright, finanziert wurde. Obwohl Branham Organisationen ablehnte, war er Mitglied des FGBMI und erklärte diesen Widerspruch damit, dass der FGBMI keine Organisation, sondern vielmehr ein Organismus sei. Ausgelöst durch die im August stattfindenden Großveranstaltungen in Karlsruhe entstand ein kleiner Anhängerkreis Branhams in Deutschland, aus dem u. a. die Freie Volksmission Krefeld unter Leitung von Ewald Frank (1933–2024) hervorging, die ihre Aufgabe bis heute in der Verbreitung der Predigten Branhams sieht. Unter den Besuchern in Karlsruhe befand sich auch der spätere Sektenführer Paul Schäfer, der eine deutsche Anhängerschaft der Lehren Branhams um sich formierte und mit dieser die Colonia Dignidad in Chile gründete. In den USA stellte Branham seine Zeltveranstaltung in Karlsruhe später so dar, als hätten durch ihn an einem Tag 20.000 Kommunisten zu Gott gefunden, und unterschlug seinen Zuhörern dabei, dass er in Westdeutschland und nicht in der DDR aufgetreten war. Der Schweizer Theologe Walter J. Hollenweger, der während des Aufenthalts Branhams in der Schweiz teilweise dessen Übersetzung übernommen hatte, kam bezüglich der Heilungsveranstaltungen zu dem Schluss: “Unfortunately his healing prognosis was accurate only in rare cases.”
Dies war die letzte große Rundreise Branhams; der gegen Ende seines Lebens jedoch behauptete, siebenmal um die Erde gereist zu sein. Zudem habe er die Gräber der Religionsgründer Mohammed, Buddha und Konfuzius besucht. Für keine dieser Behauptungen existiert ein Nachweis, weshalb sie von manchen Autoren zu seinen notorischen Lügen gezählt werden. Ein Treffen mit dem im Exil lebenden ägyptischen König Faruq in Rom hatte im Zusammenhang mit seiner Indienreise tatsächlich stattgefunden, wenn der Grund hierfür auch nicht Branham, sondern dessen international bekannter Begleiter Baron William T. Frary von Blomberg war.
Für die Spendeneinnahmen der von ihm geleiteten Veranstaltungen zeigte Branham offiziell nur wenig Interesse und hatte keinerlei Erfahrung mit den zu entrichtenden Steuerbeiträgen. So kam es, dass sein Manager ein zu versteuerndes Einkommen von 80.000 Dollar angab, während Branham lediglich ein Einkommen von 7.000 Dollar aufführte. Hieraufhin bezichtigte der Internal Revenue Service Branham 1955 der Steuerhinterziehung. Fünf Jahre lang versuchte man Branham wegen Steuerhinterziehung zu belangen. Schließlich kam es zu einer außergerichtlichen Einigung, nach der Branham 40.000 Dollar zahlte und somit die Steuerangelegenheit beilegte. Branham konnte bis zu seinem Lebensende nur einen Teil seiner Steuerschulden durch Ratenzahlungen begleichen.
In einer 1955 in der Philadelphia Church in Chicago gehaltenen Predigt machte Branham erstmals seine Endzeitprophezeiungen bekannt, die er 1933 in einer Vision erhalten haben will und die er bis dahin zu keinem Zeitpunkt öffentlich erwähnt hatte. Kritiker sehen darin ein Indiz dafür, dass Branham seine 1933er Vision erst zwischen 1953 und 1955 entwarf.
Am 19. Mai 1955 wurde Joseph Branham geboren.
Branham erklärte das Jahr 1956 zur Wendezeit für die USA, in der diese seine Botschaft annehme oder von Gott verstoßen werde.
In den Jahren 1956 und 1957 unterstützte William Branham den jungen Prediger des Latter-Rain Movement und späteren Sektenführer Jim Jones und trat beispielsweise als Gastprediger in einer von ihm geleiteten Predigtreihe im Cadle Tabernacle in Indianapolis (Indiana) auf. Branham verhieß Jim Jones und seiner Gemeinde den Segen Gottes. Nach dieser Zeit überwarfen sich Branham und Jim Jones, u. a. da Letzterer eine Rassentrennung ablehnte, während Branham eine klare Trennung befürwortete und Mischehen verurteilte.
1958 legte Branham seinen Heilungsdienst nieder, womit auch das 1947 begonnene Healing Revival endete. Es wird angenommen, dass es nicht nur die Ablehnung seiner Lehre, sondern auch die Krise im Zusammenhang mit dem Vorwurf der Steuerhinterziehung war, die den Grund für die nun beginnende radikale Veränderung in Branhams Dienst darstellte. Branham begann sich nicht mehr Heilungsveranstaltungen, sondern mehr und mehr eigenen Lehren und endzeitlichen Themen zu widmen. Die Niederlegung des Heilungsdienstes rechtfertigte er damit, dass dieser nur dafür gedacht war, Aufmerksamkeit zu erhalten, um seine göttliche Lehre verbreiten zu können.

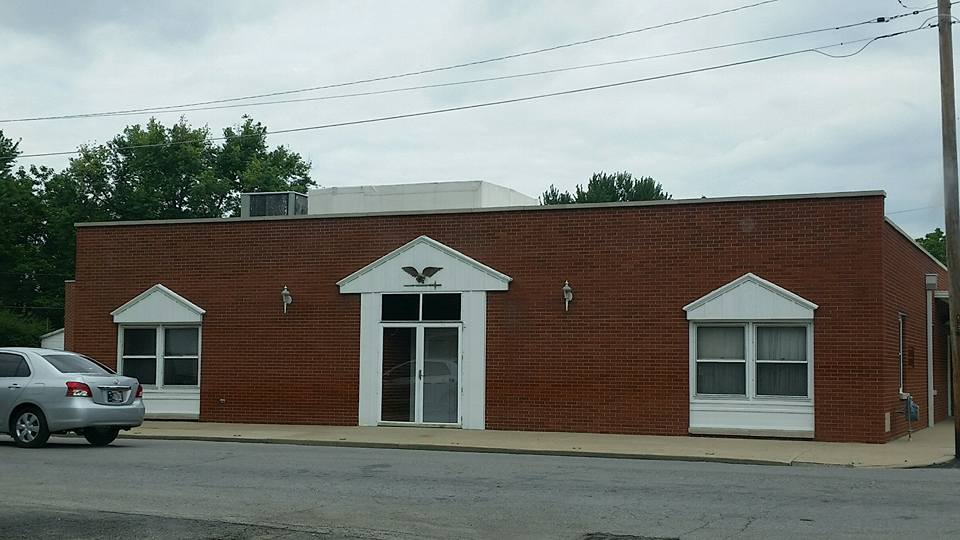
Branham Tabernacle, 804 Penn Street, Jeffersonville, IN 47130

Hierzu zählte die 1958 erstmals von ihm verkündete Lehre vom Samen der Schlange (Serpent’s Seed), die er wahrscheinlich von dem Baptistenprediger Daniel Parker (* 1781, † 1844), von der rassistischen Christian-Identity-Bewegung (nachweisliche Nähe zu Wesley Swift) oder vom Ku-Klux-Klan übernommen hatte. Nach dieser Interpretation bestand der eigentliche Sündenfall im Geschlechtsakt Evas mit der Schlange. Ebenso setzte Branham den Baum der Erkenntnis mit Satan gleich und begründete damit erneut seine Verteufelung von Bildung. Neben den vorangegangenen Auseinandersetzungen führte diese neue Lehre dazu, dass sich große Teile der Pfingstgemeinden von ihm distanzierten und seine Zuhörerschaft in den kommenden Jahren stark schrumpfte. Die Ursache für die Annahme bizarrer Glaubensvorstellungen durch Branham wird in der Forschungsliteratur in seiner schlechten Bildung und mangelnden Bibelkenntnis gesehen, wobei seine inbrünstige Verbreitung der genannten Lehren und die damit einhergehende Förderung einer religiösen Exklusivität dazu führte, dass die Gruppe seiner Anhänger in den späteren Jahren immer mehr die Struktur einer Sekte annahm. Das Zentrum seiner Lehrtätigkeit war das von ihm gegründete Tabernacle in Jeffersonville.
Bereits in den Jahren zuvor hatte Branham über die sieben Gemeindezeitalter gepredigt, die nach der Auslegung des Dispensationalismus mit der Auferstehung Jesu Christi begannen und mit der Entrückung der christlichen Gemeinde (Kirche) enden werden. Ab 1960 widmete er sich dem Thema jedoch eingehender und orientierte sich hierbei stark an der Eschatologie des Baptistenpastors Clarence Larkin (* 1850, † 1924) und des Theologen Cyrus I. Scofield (* 1843, † 1921), deren Werke er gelesen hatte. Bereits 1947 erwähnt Branham den Besitz einer Scofield-Bibel, die diese Auslegung in ihren Fußnoten und Anmerkungen enthält und darlegt. Branham behauptete zwar, seine Auslegung des Buches der Offenbarung gehe auf eine göttliche Eingebung zurück, aber er entnahm diese nahezu vollständig dem 1919 veröffentlichten Werk The Book of Revelation: A Study of the Last Prophetic Book of Holy Scripture von Clarence Larkin, ebenso die zeitliche Einteilung der sieben Gemeindezeitalter, die nahezu identisch den Werken Larkins entnommen sind. Branham hingegen verkündete, dass der Engel des Herrn während einer seiner Predigten erschienen sei und die historische Abfolge der sieben Gemeindezeitalter für alle sichtbar an eine Tafel geschrieben hätte. Von Larkin übernahm er auch die Sichtweise, dass die in der Offenbarung aufgeführten Engel der sieben Gemeinden mit menschlichen Botschaftern der Gemeindezeitalter gleichzusetzen seien; Branhams Ergänzung lag lediglich darin, die ersten sechs Boten namentlich zu benennen, wie es auch die House-of-David-Sekte getan hatte. Sich selbst sah er als der in Maleachi 4,5 (bzw. 3,23) prophezeite Endzeit-Bote, d. h. der zweite Elia an, wie dies bereits Frank Sandford und John Alexander Dowie getan hatten, und sagte erstmals im November 1960 den Weltuntergang für das Jahr 1977 voraus.
Im Januar 1963 zog Branham mit seiner Familie von Jeffersonville in das 1.700 Meilen entfernte Tucson (Arizona) und sagte seiner Gemeinde, dass er dort aufgrund einer göttlichen Bestimmung bleiben werde. Am 21. November ordinierte er Pearry Green (* 1933, † 2015) zum Pastor des von Green im Sinne Branhams gegründeten Tabernacles von Tucson. Seinen Predigtdienst im Tabernacle von Jeffersonville führte Branham jedoch regelmäßig fort und begann 1963 seine Predigtreihe über die sieben Siegel der Offenbarung, deren Inhalt er auf eine Engelsvision und eine damit verbundene göttliche Offenbarung zurückführte.
Der Verlust an Zuhörerschaft machte Branham zu schaffen, insbesondere da die Veranstaltungen des von ihm geachteten Evangelisten und Erweckungspredigers Billy Graham keinen vergleichbaren Niedergang erkennen ließen. Wenn Branham auch im Nachhinein behauptete, dass die Veranstaltungen Billy Grahams wie die seinen im Laufe der Jahre kleiner ausgefallen wären bzw. aufgrund ausbleibender Zuhörerschaft sogar abgesagt hätten werden müssen, traf dies nicht zu. Um sich Billy Graham gegenüber dennoch geistlich überlegen zu fühlen, griff Branham zu einem infantilen Vergleich: Der Name des biblischen Stammvaters Abraham bestehe aus sieben Buchstaben, ebenso wie Branham; der Name Graham habe hingegen lediglich sechs Buchstaben: “If you’ll notice, G-r-a-h-a-m is six letters. A-b-r-a-h-a-m is seven letters, and so is B-r-a-n-h-a-m seven letters. Now, if you’re going to make that in conclusion, it might be a good thing.” Sechs sei die Zahl des Menschen, da er am sechsten Tag der Schöpfung gebildet wurde, sieben sei hingegen die Zahl Gottes, da Gott am siebten Tag geruht habe.
Die Persönlichkeit Branhams wird in der Forschungsliteratur als zwiespältig aufgefasst, da er sich einerseits als einzigartigen, größten und heilsnotwendigen Propheten Gottes – den zweiten Propheten Elia – darstellte und sich andererseits demütig gab und eine Vergötterung seiner Person ablehnte, eine Verhaltensweise, die von manchen Autoren als Raffinesse und bewusst angewandter psychologischer Trick ausgelegt wird. Im November 1965 verkündete Branham in Shreveport (Louisiana), dass der zweite Elia identisch mit Jesus Christus sei. Seine letzte Predigt hielt er am 12. Dezember 1965 im Tucson Tabernacle.

### Tod
Branhams Lehrtätigkeit endete abrupt, als ein betrunkener Autofahrer am 18. Dezember 1965 auf dem Highway 60 in Texas frontal mit seinem Fahrzeug zusammenstieß. Die Familie befand sich auf dem Weg nach Jeffersonville, wo sie die Weihnachtsfeiertage verbringen wollte. Branham und seine Ehefrau erlitten schwere Verletzungen. Nach einem sechstägigen Koma verstarb Branham in einem Krankenhaus in Amarillo. Der Beerdigungsgottesdienst wurde am 29. Dezember gehalten, sein Leichnam jedoch erst am 11. April 1966 (Ostermontag) auf dem Ostfriedhof in Jeffersonville bestattet, da seine Anhänger die Auferstehung Branhams zu Ostern erwarteten. Der Grabstein besteht aus einer Marmorpyramide mit einem Adler auf der Spitze, Symbole, denen er große Bedeutung beimaß. Die Frontseite der Pyramide wurde mit einer aufgeschlagenen Bibel und den Zitaten aus Maleachi 4,5 (bzw. 3,23) und Offenbarung 10,7 versehen, die Branham auf sich bezog; auf der Rückseite stehen die Worte seines vermeintlichen Sendungsauftrages. Auf den zwei anderen gegenüberliegenden Seiten befindet sich eine Auflistung der sieben Gemeindezeitalter und der ihnen zugewiesenen Propheten, von denen Branham an oberster Stelle steht.

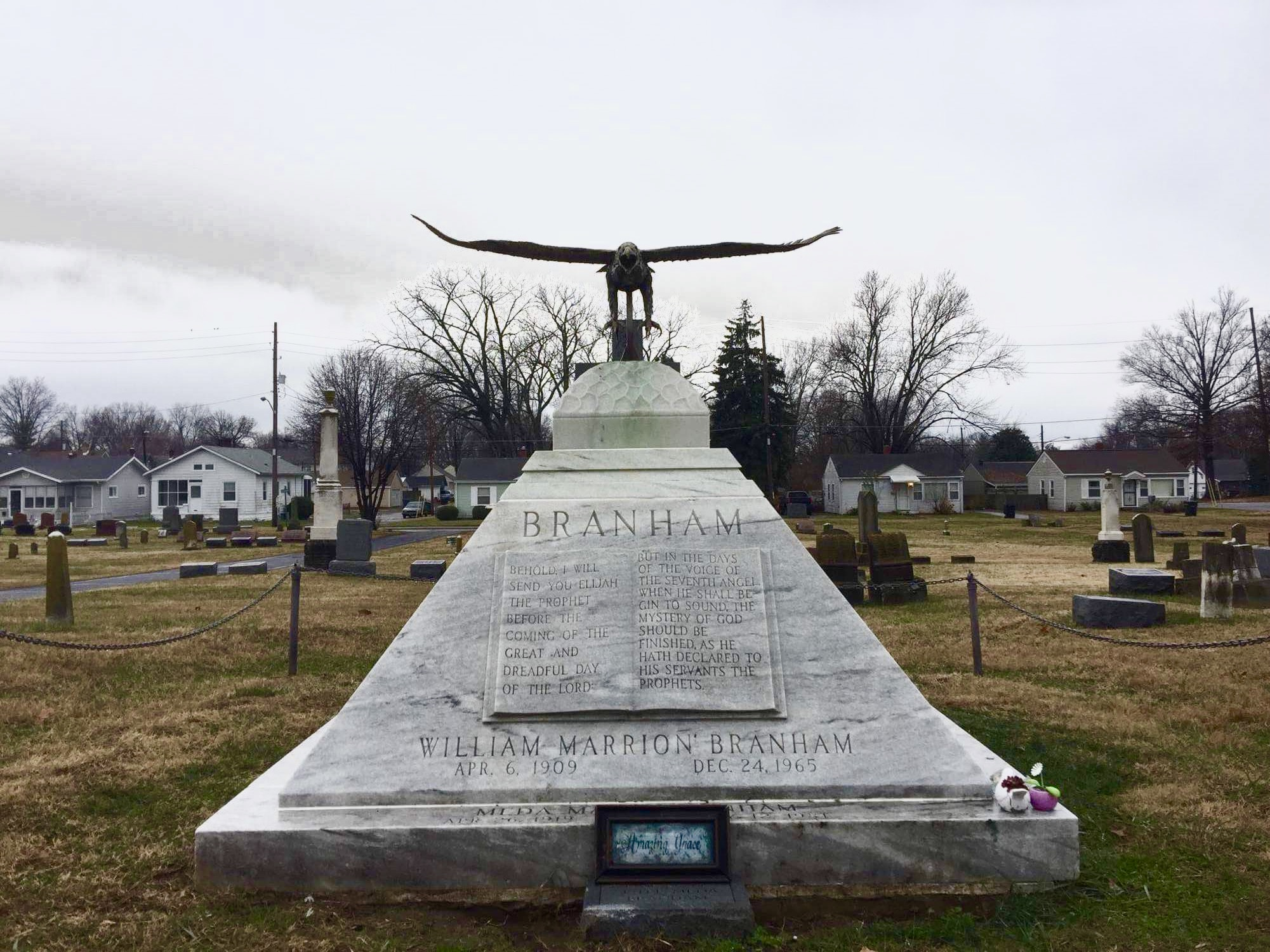
Branhams Grab in Jeffersonville

In Teilen der amerikanischen Pfingstbewegung löste Branhams Tod einen Schock aus. Andere wiederum sahen in diesem die Strafe Gottes für die Verbreitung falscher Lehren. Sein Sohn William Paul Branham hatte am 27. März 1966 verkündet, dass die Zeitspanne beginnend mit dem Todestag seines Vaters bis Ostern dieses Jahres die Zeit der Reinigung der Braut Christi sei, in der die Anhänger seines Vaters die letzten seiner aufgezeichneten Predigten hören sollten. Bis zuletzt hatten seine Anhänger an ein Heilungswunder oder sogar eine Wiederauferstehung geglaubt, u. a. damit er die noch nicht eingetroffenen Vorhersagen erfülle, weshalb mit der tatsächlichen Beisetzung bis Ostern gewartet worden war.

## Lehre
Branham-Gläubige werden allgemein der Pfingstbewegung zugerechnet, wobei sie aufgrund gravierender Sonderlehren als sektiererisch angesehen werden. Wie Branhams Lebenslauf zu entnehmen ist, fehlte ihm eine höhere Schulbildung und theologische Ausbildung. Aufgrund seiner mangelnden Kenntnis des Hebräischen gab er z. B. das alttestamentliche Tetragramm JHWH regelmäßig mit JVHU wieder. Branham sah theologische Bildung sehr kritisch, da sie das Christentum des übernatürlichen Elements beraube. Die von ihm verbreitete Lehre führte er auf göttliche Offenbarungen in Verbindung mit seiner Sonderstellung als Prophet zurück. Da sie sich in vielen Punkten stark von den essenziellen christlichen Überzeugungen unterscheidet, wird sie von der Mehrheit der christlichen Konfessionen als sektiererisch eingestuft.
Zu den Lehren Branhams, die vom traditionellen Christentum abweichen, zählen:

### Gottesbild
Branham lehnte die Trinität als drei Personen der Gottheit ab und bezeichnete diese sogar als teuflisch. Fälschlicherweise hatte er die Dreieinigkeit als Dreigottheit verstanden. Er lehrte einen alleinigen Gott in drei Erscheinungsformen; eine Art von Modalismus. Der Jehovah im Alten Testament sei Jesus im Neuen Testament und der Heilige Geist von Heute. Branham vertrat eine Gläubigentaufe im Namen Jesu Christi. Nach seinen Worten sei „im Namen des Vaters und des Sohnes und des Heiligen Geistes“ (Matthäus 28,19) keine Taufformel, da weder Vater noch Sohn noch heiliger Geist einen Namen darstellen, sondern lediglich Titulierungen seien. Nur eine Taufe auf den „Herrn Jesus Christus“ sei daher gültig.
Da er die Komplexität der Dreieinigkeit ablehnte, leugnete Branham, dass sich Jesus Christus u. a. nach Johannes 10,36 als der Sohn Gottes bezeichnete: “He never called Himself the Son of God.” Auch habe Gott der Vater entgegen Johannes 14,26 nicht den Heiligen Geist gesandt, sondern eine so bezeichnete Form angenommen: “He was changing Himself, making Himself known to His people in a different form.”
Bis 1954 bzw. 1956 hatte Branham selbst noch die Dreieinigkeit gelehrt.

### Selbstbild
Branham sah sich als letztes Zeichen, den von dem Propheten Maleachi vorhergesagten zweiten Elia, die Stimme Gottes und einzig wahren Endzeit-Propheten Gottes. Wer seine Lehre nicht annehme und ihn einen Fanatiker nenne, sündige gegen den Heiligen Geist. Eine Sünde, die nicht vergeben werde. Es reiche nicht aus, an Gott den Vater, den Sohn und den Heiligen Geist zu glauben; man werde nur errettet, wenn man auch seinen Lehren glaube: “You have to believe in God the Father, the Son, and the Holy Ghost in order to be a Christian. But believing that still won’t help you in this gift. You’ve got to believe that I’ve told you the truth”. Wer an Gott glaube, müsse auch daran glauben, dass er (Branham) Gottes Prophet sei. Der zweite Elia sei identisch mit Jesus Christus. Nur diejenigen, die ihm nachfolgen, erhalten das ewige Leben.
Branham lehrte, dass ein Prophet nicht immer als Mensch spreche, sondern Gott wortwörtlich durch ihn. Jede Aussage, die er mit dem Zusatz „So spricht der HERR“ (“Thus saith the Lord”) versah, wurde von ihm und wird von seinen Anhängern als göttlicher Ausspruch und somit als unfehlbar angesehen. Er sagte: “When a man comes with THIS SAITH THE LORD, he and the Message is one. […] So the Word of God and the messenger of the age was the selfsame thing all the time.” Branham setzte seinen Ausspruch mit dem Ausspruch der alttestamentlichen Propheten gleich. Allerdings lautet der ursprüngliche Wortlaut: „So spricht JHWH“, Branham war nur die Übersetzung der King-James-Bibel bekannt, die den Eigennamen Gottes als „HERR“ wiedergibt.
Erwähnenswert ist, dass Branham während seines Dienstes als Prediger mehrfach verneinte, ein Prophet Gottes zu sein, es ebenso oft behauptete und dann wieder sagte, es niemals behauptet zu haben. In den aufgezeichneten Predigten Branhams fragt er seine Zuhörer 98-mal: “Do you believe me to be God’s prophet?”, 8-mal fragte er: “Will you obey me, as God’s prophet?”, 16-mal behauptet er von sich selbst: “I’m His Prophet” / “I’m Your Prophet” / “As your Prophet” / “As a prophet of the Lord”, 12-mal wiederum sagt er: “I’m not a prophet” / “I ain’t no prophet” / “I do not regard myself to be a prophet of the Lord” und schließlich 4-mal “I never said I was a prophet” – eine Verhaltensweise, die in der Forschungsliteratur als starker Selbstzweifel ausgelegt wird.
Er sei kein falscher Prophet, da Gott nicht lügen würde: “I’m not a false prophet. I tell the truth. God wouldn’t lie.”

### Die Gemeindezeitalter und ihre Propheten
Branham legte die historische Abfolge der sieben Gemeindezeitalter (Offenbarung 2–3) folgendermaßen fest:
- Gemeindezeitalter Ephesus: 53–170 n. Chr.
- Gemeindezeitalter Smyrna: 170–312
- Gemeindezeitalter Pergamon: 312–606
- Gemeindezeitalter Thyatira: 606–1520
- Gemeindezeitalter Sardes: 1520–1750
- Gemeindezeitalter Philadelphia: 1750–1906
- Gemeindezeitalter Laodizea: 1906–Gegenwart

Vergleiche hierzu die nahezu identische historische Einordnung der sieben Gemeindezeitalter nach dem Baptist Clarence Larkin.
Branham setzte die Engel der Sieben Sendschreiben der Offenbarung des Johannes mit historischen Personen gleich, die den jeweiligen Gemeindezeitaltern zuzuordnen seien. Die ersten sechs bezeichnete er als Paulus (* 7/10, † 60), Irenäus von Lyon (* 135, † 200), Martin von Tours (* 316, † 397), Columban (* 521, † 597), Martin Luther (* 1483, † 1546) und John Wesley (* 1703, † 1791).
Auffällig ist, dass Columban als angenommener Botschafter und Prophet des vierten Gemeindezeitalters nicht einmal innerhalb der Zeitspanne jenes Zeitalters lebte.
Branham als der siebte Engel:
Branham lehrte, dass der siebte Engel aus Offenbarung 10,7 den wahren Glauben wiederherstellen und die Geheimnisse Gottes und die Bedeutung der sieben Siegel kundtun werde. Eines der Geheimnisse Gottes sei die Lehre vom Samen der Schlange gewesen, die Branham verkündete. Branham behauptete schließlich, die sieben Siegel für Gott in einer Vision geöffnet zu haben. Indem er die Bedeutung der sieben Siegel ausführlich in mehreren Predigten behandelte und sein Wissen auf eine göttliche Offenbarung zurückführte, machte er deutlich, jener siebte Engel zu sein, als der er von seinen Anhängern auch angesehen wird.
Jeder, der die Botschaft des Engels des jeweiligen Gemeindezeitalters, in dem er lebte/lebt, nicht annahm/annimmt, werde verloren gehen. Interessant an dieser Stelle ist, dass insbesondere Martin Luther und John Wesley die Dreieinigkeit Gottes, wie sie das nicänische Glaubensbekenntnis (Konzil von Nicäa, 325 n. Chr.) formulierte, als essenzielle Lehre des Christentums verstanden und predigten – eine Lehre, die nach Branham teuflisch ist (siehe oben).
Anzumerken ist auch, dass Branham selbst vorhersagte, dass der siebte Engel nach seiner Offenbarung der Geheimnisse Gottes noch auf der Erde sein werde, wenn Christus wiederkomme. Dies sollte nach seiner Vorhersage 1977 geschehen (siehe unten).

### Der Same der Schlange
Nach Branhams Lehre vom Samen der Schlange (“The Serpent’s Seed”) wurde der Sündenfall dadurch ausgelöst, dass Eva eine sexuelle Beziehung mit der Schlange hatte. Der Baum der Erkenntnis sei mit Satan gleichzusetzen, wobei das Essen der Frucht den Geschlechtsverkehr bezeichne. Irritieren mag hierbei, dass Adam bekanntlich nach 1. Mose 3,6 auch von der Frucht aß. Aus der Vereinigung Evas mit der Schlange sei Kain hervorgegangen. Adam selbst habe nie gesündigt, sondern die Schuld Evas lediglich aus Liebe auf sich genommen.
Nach Branhams Darstellung war die Schlange – bevor sie auf dem Bauch kriechen musste – ein aufrecht gehendes Wesen, das von allen Tieren dem Menschen am ähnlichsten war und von ihm als „Missing Link“ angesehen wurde. Kain und alle seine Nachkommen seien der Same der Schlange. Die Nachkommen von Set seien die Schafe Christi, aus denen die Braut Christi hervorgeht, die vor der Trübsalszeit entrückt werde. Branham begründete seine Lehre u. a. damit, dass Kain nicht im Stammbaum Noahs im 1. Mose 5 genannt werde, was aufgrund der Linie zwangsläufig nicht möglich ist.
Das Ergebnis des Sündenfalls sei die sexuelle Unmoral der Frauen und die auf Wissenschaft gegründete moderne Kultur durch die Nachfahren Kains, die Branham mit gebildeten Menschen und Wissenschaftlern identifizierte. Bildung sei somit das größte Hindernis für den Glauben an Gott geworden.
Branham präsentierte die Lehre vom Samen der Schlange als neue und eine der letzten Offenbarungen Gottes, die ihm gegeben worden sei. Tatsächlich besteht diese Lehre jedoch als Teil der Gnosis bereits seit dem 2. Jahrhundert und wurde u. a. von Tatian dem Assyrer gelehrt und in dem sogenannten Philippus-Evangelium wiedergegeben. Erwähnenswert ist auch, dass ausgerechnet Irenäus von Lyon die Lehre als Häresie verurteilte; eben jener Irenäus, den Branham als unfehlbaren Boten des zweiten Gemeindezeitalters ansah. Zudem wurde die Lehre von den zwei Blutlinien von dem überregional bekannten Prediger und Zeitgenossen Branhams, Wesley Swift, der Christian-Identity-Bewegung und dem Ku-Klux-Klan verbreitet.

### Status der Frau
Da in 1. Mose 1,27 gesagt wird, dass Gott den Menschen als Mann und Frau schuf, die Erschaffung Evas aber erst in Kapitel 2 behandelt wird, lehrte Branham, dass Adam vor der Erschaffung Evas aus einem männlichen und weiblichen Teil bestanden habe. Erst später seien diese Teile getrennt worden. Die Frau sei nur ein Nebenprodukt (“byproduct”) der Schöpfung, da sie aus bereits bestehender Materie gebildet wurde. Zudem habe Satan sie designed.
Jede Sünde auf der Erde sei durch eine Frau verursacht worden. So seien Frauen in knappen und engen Kleidern ein Werkzeug des Teufels (“tool of the devil”).
Frauen sei das Haarefärben, Schneiden der Haare, das Tragen von Make-up und Hosen verboten. Wenn eine verheiratete Frau ihre Haare schneide, stelle dies einen Grund für ihren Mann dar, sich von ihr scheiden lassen zu dürfen. Nach Branhams Lehre ist es einer geschiedenen Frau verboten, wieder zu heiraten; einem geschiedenen Mann hingegen ist es gestattet, sofern seine zweite Frau noch Jungfrau ist. Im Gegensatz zu einer Frau dürfe sich ein Mann scheiden lassen, wann immer er wolle.

### Sonstige Lehren
- Organisierte Glaubensgemeinschaften seien das in der Offenbarung genannte Zeichen des Tieres[386][387] und „Synagogen Satans“[388] (“synagogues of Satan”). Sämtliche Mitglieder der großen christlichen Konfessionen würden dem System des Antichristen angehören und als Strafe dafür im Feuersee enden.[236][237] Jeder wahre Christ, der mit solchen Gemeinschaften in Kontakt stehe, nehme das Zeichen des Tieres an und werde nicht an der Entrückung teilhaben.[389] Aus diesem Grund kommen die Anhänger Branhams grundsätzlich nur in örtlichen isolierten Gemeinden bzw. Kirchen zusammen.[390]
- Die Hölle sei endlich und das Schicksal der Verdammten inkl. Satan die Annihilation.[391][392] Bis 1957 hatte Branham die Hölle als ewig andauernde Strafe angesehen, ehe er die Sichtweise der totalen Auslöschung bzw. des ewigen Todes[393] übernahm, die bereits Charles Fox Parham vertreten hatte.[389]
- Gott habe dem Menschen drei Bibeln gegeben: Die Tierkreiszeichen (Zodiac), die Pyramiden und die schriftliche Bibel.[394][395][396] Die schriftliche Bibel könne man nur verstehen, indem man zwischen den Zeilen lese.[397]
- Pyramiden würden eine steinerne Offenbarung Gottes darstellen.[398] Henoch sei es gewesen, der die große Pyramide von Ägypten gebaut habe.[399][400] Hierbei verwies er auf das Große Siegel der Vereinigten Staaten und die darin enthaltene Abbildung der Pyramide.[401] Branham behauptet, dass der Abschlussstein (“headstone”) an der Spitze der Pyramide nie gebaut worden sei, da er Christus symbolisiere und dieser verstoßen wurde.[402] Abgesehen davon, dass die Pyramidenspitze über die Jahrhunderte abgetragen wurde, vergaß Branham, dass Christus in Matthäus 21,42 mit dem Eckstein (“cornerstone”) und nicht mit dem Abschlussstein gleichgesetzt wird. Es werde vermutet, dass die fehlende Spitze der Pyramide der Stein von Scone sei.[401] In Branhams Visionen tauchen immer wieder Pyramiden auf. Nicht ohne Grund wurde eine Pyramide als Grabstein Branhams ausgewählt.[403]
- Der Adler sei das Symbol eines Propheten.[404][405][406] Er verwies dabei auf das Große Siegel der Vereinigten Staaten, das nicht nur die Pyramide, sondern auch den Adler zeigt.[407] Branham lehrte, dass die Propheten der Bibel immer im Zusammenhang mit Adlern stehen[408] oder diese sogar gleichgesetzt würden.[409] Aus diesem Grund ziert die Spitze seines Grabsteins eine Adlerfigur.[403] Ein biblischer Beleg für die Gleichsetzung eines Propheten mit einem Adler ist nicht vorhanden, vielmehr handelt es sich nach 3. Mose 11,13 beim Adler um ein unreines Tier.
- Noah und Henoch hätten zur selben Zeit gelebt und zur Umkehr aufgerufen.[410] Noah habe erkannt, dass er in die Arche gehen musste, als er sah, wie Henoch in den Himmel entrückt wurde.[411][412][413] Nach dem Stammbaum in 1. Mose 5 wurde Noah jedoch 69 Jahre nach der Entrückung Henochs geboren und ging 600 Jahre später (1. Mose 7,6) in die Arche.
- Die alttestamentlichen Propheten Elia und Elisa hätten entgegen der Schilderung in 1. Könige 17,19–23 und 2. Könige 4,32–36 nicht gebetet, als sie ein totes Kind zum Leben erweckten: “Elijah went with her to the death chamber, and there walked up-and-down the room, not praying for the baby.”[414] “And Elijah [sic] said, ‘Well, can’t get rid of her, I might as well go with her.’ So he girded up his loins and away he went. Watch when he got into the room. He didn’t know what to do. He never prayed.”[415]
- Gott setze niemals zwei Propheten bzw. große Propheten zur gleichen Zeit ein: “He never even had two prophets the same time.”[416] Diese mehrmals von Branham wiederholte Aussage[417][418][419][420][421][422] belegt abermals, wie schlecht Branham mit dem Inhalt und der Chronologie der Bibel vertraut war. Zeitgenossen des großen Propheten Jeremia waren die großen Propheten Hesekiel und Daniel und die kleinen Propheten Joel, Nahum und Habakuk und Zefanja. In der Zeit des großen Propheten Jesaja traten die Propheten Hosea, Amos, Jona und Micha auf. Auch die Propheten Haggai und Sacharja weissagten nach Esra 5,1 zur selben Zeit, wie auch Daniel und Haggai, die nach Daniel 6,1–6 und Haggai 1,1–3 beide unter der Herrschaft des Perserkönigs Darius zu Propheten berufen wurden.
- Drei göttliche Botschafter: Branham lehrte, dass in der Endzeit drei Botschafter auf der Erde erscheinen werden, die er mit den drei Männern aus 1. Mose 18 gleichsetzte, die Abraham vor der Vernichtung Sodoms und Gomorras aufsuchten und von denen zwei Engel waren, während der andere das Wort Gottes bzw. Gott selbst verkörperte. Branham sah in diesen Botschaftern den Erweckungsprediger Billy Graham, den Evangelisten Oral Roberts und sich selbst.[423] Welche Rolle er hierbei einnahm, implizierte er dadurch, dass er sagte, dass Graham und Roberts wie die nach Sodom und Gomorra gehenden Engel als Evangelisten zu den Menschen gesandt seien.[424] Zudem hob er hervor, dass die Namensendung auf -ham eine Verbindung zu Abraham darstelle, der Name Graham im Vergleich mit dem Namen Abraham jedoch nur sechs und nicht sieben Buchstaben habe.[425] Die Zahl 6 stehe für das Menschliche, die Zahl 7 hingegen für das Göttliche.[426] Es muss nicht explizit erwähnt werden, dass der Name Branham sieben Buchstaben aufweist und welche gewollten Schlussfolgerungen daraus gezogen wurden, wenn dabei auch gerne übersehen wird, dass der Name Abraham (אַבְרָהָם) eine Übersetzung ist und im Hebräischen und somit nach dem Urtext nur aus fünf Buchstaben besteht.
- Der Erzengel Michael (Daniel 10,13; Judas 9) sei identisch mit Jesus Christus. “Michael was Christ, of course”.[427][428] Die Gleichsetzung des Erzengels Michaels mit Jesus Christus ist auch Teil der Lehre der Zeugen Jehovas.[429]
- Nur Gott allein könne erkrankte Menschen heilen, weshalb Medikamente in Wirklichkeit keinerlei Wirkung hätten.[430][431] Es sei somit nicht möglich, Krankheiten mittels der Einnahme von Medikamenten zu heilen.[267] Als einen entscheidenden Punkt sah er den Glauben des Heilungsuchenden an. Erwähnenswert ist, dass Branham aufgrund körperlicher Beschwerden selbst Ärzte und Krankenhäuser aufsuchen musste.[432] Wenn ein Kranker in seinen Heilungs-Gottesdiensten nicht geheilt wurde, sah Branham, wie viele Charismatiker im Befreiungsdienst, die Ursache entweder in nicht bekannter Sünde oder in dämonischer Besessenheit, beides aus Branhams Sicht absolute Hindernisse für den Glauben. Von daher waren Exorzismen ein wesentliches Element seiner Heilungen. Er warnte Skeptiker jeweils, sich vor diesem Teil zu entfernen, damit sie nicht von den vertriebenen Dämonen besessen würden. Ebenso warnte er Geheilte, sie dürften niemals vom Glauben abfallen, da sie sonst noch kränker würden als vorher.[433]
- Branham sah den Ursprung des Geschlechtsverkehrs und somit Sex allgemein als Ausdruck von Sünde an. Es sei nicht Gottes eigentlicher Wille gewesen, dass menschliche Nachkommen durch Geschlechtsverkehr gezeugt werden, sondern durch eine Entstehung aus dem Nichts: “God never did have His perfect will for women and men to bring children in the earth.”[434] “When she crossed that line and brought this sin, now the world’s to be repopulated again by sex; not by creation; by sex.”[435] “In the beginning, it was not God’s perfect will for children to be born on the earth through sex.”[436] “He never did intend children to be born by sex”.[437] Trotz dieser scheinbar ablehnenden Haltung gegenüber Geschlechtsverkehr war Branham Vater von vier Kindern.
- Branham war abergläubisch und ein Anhänger der Numerologie, weshalb er Katzen mied und in seinen Predigten und Erzählungen bevorzugt die Zahl 17 verwendete.[438] Manche Autoren gehen davon aus, diese Zahlengläubigkeit sei der Grund dafür gewesen, weshalb er 1963 seinen Zweitnamen von Marvin in Marrion änderte, wodurch sich sein vollständiger Name William Marrion Branham als 777 und somit als Pendant zur Zahl des Tieres (666) aus Offenbarung 13 darstellen ließ.[439]

## Lichterscheinungen, Visionen und Prophezeiungen

### Frühe Erscheinungen und Visionen
Nach Aussage von Branham selbst soll am Tag seiner Geburt ein Lichtwunder geschehen sein, indem ein Licht in der Größe eines Kopfkissens durch das Fenster in das Zimmer kam und über der Stelle stehen blieb, wo er sich befand. Auch hier ist Branham in seiner späteren Darstellung nicht konsequent und berichtet an anderer Stelle, dass es der Engel des Herrn bzw. die biblische Feuersäule gewesen sei, die über seinem Kinderbett gestanden habe.
Seit seiner frühen Kindheit habe er Visionen empfangen. In seinen Predigten äußerte er, dass er sich daran erinnere, seine ersten Visionen erhalten zu haben, als er ungefähr 3 Jahre alt war. Als er 7 Jahre alt gewesen sein, habe er in einem Baum ein Rauschen bemerkt, ohne dass ein Blatt sich regte, und habe eine Stimme gehört, die sagte: „Trinke nie Alkohol! Rauche nicht! Beflecke dich nicht mit Frauen! Denn wenn du älter wirst, wirst du ein großes Werk verrichten.“
Nachdem er mit 14 Jahren angeschossen wurde und operiert werden musste, hatte er die Vision eines goldenen Kreuzes, von dem aus die Herrlichkeit Gottes auf ihn herabströmte.
Beim Spielen mit seinen kleinen Brüdern am Ohio River habe er eine Vision erhalten: Eine Brücke wurde über den Fluss gebaut, wobei 16 Menschen ins Wasser fielen und starben. Jahre später sei dies mit dem Bau der Municipal Bridge (George Rogers Clark Memorial Bridge) zwischen Louisville und Jeffersonville ebenso eingetroffen. Belege für ein solches Unglück beim Bau der am 31. Oktober 1929 eröffneten Brücke gibt es nicht. Branham erwähnte diese Vision erstmals 1948 öffentlich.

### Sendungsauftrag
Wie bereits oben in seiner Lebensübersicht erwähnt, erzählte Branham, dass ihm im Juni 1933 im Ohio River ein Licht erschienen sei und ihm eine göttliche Stimme seinen Sendungsauftrag erteilte.
Auch für dieses Ereignis weichen Branhams Jahresangaben stark voneinander ab. Neben 1933 nannte er auch 1939 und 1931.

### Die sieben Endzeit-Prophezeiungen
Branham empfing nach seiner eigenen Darstellung im Jahr 1933 sieben Visionen über die Endzeit. Der Zeitpunkt dieser Visionen ist allerdings unklar, da Branham in seinen Predigten hierüber das Jahr 1931, 1932 und 1933 nennt. Vor der Wiederkunft Jesu Christi – die er für das Jahr 1977 vorhersagte – würden sieben bedeutende Ereignisse stattfinden:
1. Der US-amerikanische Präsident Franklin D. Roosevelt werde die ganze Welt in einen Krieg stürzen:[459][462][463] “And I seen this President Roosevelt leading the world to a world war.”[464] (Später wandelte Branham diese Aussage ab und sprach Roosevelt lediglich eine Beteiligung an einem Weltkrieg zu.[465] Ab 1964 nahm er rückwirkend auch Adolf Hitler in seine Prophezeiung auf.[466][467][468])
2. Der italienische Diktator Benito Mussolini werde Äthiopien erobern und dann zu seinem Ende kommen:[462][463][464][465][457] “The new dictator of Italy, Mussolini, shall make his first invasion towards Ethiopia, and he will take Ethiopia; but that’ll be his last. He shall come to his end.”[459]
3. Die USA werde Krieg gegen Deutschland führen, in dem sich die Deutschen hinter der Maginot-Linie verschanzen würden:[459][462][463][464][465] “We’d go to war with Germany, and Germany would be fortified behind concrete, the Maginot Line.”[463] (Später ersetzte Branham die Maginot-Linie durch die Siegfried-Linie[457][469]).
4. Der Faschismus und Nationalsozialismus werden im Kommunismus aufgehen:[463][464] “The three isms (Nazism, Fascism, and Communism) would all wind up in Communism.”[465] Zudem werde der Kommunismus den Katholizismus zerstören: “I said there’s three isms, Communism, Fascism, and Nazism. They’ll all wind up out of Russia in Communism, and it will destroy Catholicism.”[457]
5. Die Entwicklung selbstfahrender Autos in Eierschalen-Form:[462][463][464][470][471] “Cars to be on the road with remote control, looking like a egg, only you don’t drive it; it controls itself.”[472] (Branham selbst sah dies im VW Käfer Typ 1 erfüllt.[457][473] 1933 hatte er die Weltausstellung in Chicago mit dem Motto „A Century of Progress“ besucht,[474] auf der u. a. futuristische Autos vorgeführt wurden.[475])
6. Eine Frau werde in den USA an die Macht kommen und das Land ins Unglück stürzen:[124][476][462] “And then, there’ll be a great woman rise up, ’cause America is a woman’s nation. And it’ll … A great woman will rise up and be president, or something like that in the nation, and then there will come a total annihilation, the entire nation will be wiped out.”[472] (Branham erkannte in der Frau eine zukünftige Präsidentin, die Katholische Kirche[463][464] oder den katholischen Präsidenten John F. Kennedy, der – entgegen den Tatsachen[477] – durch die hohe Wahlbeteiligung der Frauen ins Amt gewählt worden sei.[465])
7. Die vollkommene Verwüstung der USA:[462][465][461] “I saw the United States just blowed to pieces. There wasn’t nothing left on it.”[464]

Branham machte seine sieben Endzeitvisionen erstmals 1955 öffentlich und sagte die totale Vernichtung der Welt bis 1977 vorher. Im November 1960 verkündete er, dass die ersten fünf Prophezeiungen bereits erfüllt seien. Auf die Ungenauigkeit und Mängel der Prophezeiungen wurde frühzeitig hingewiesen, wenn auch die meisten Anhänger Branhams seine Autorität in diesem Punkt nicht hinterfragen. Vermeintliche Erfüllungen einzelner Prophezeiungen werden regelmäßig auf verschiedenen Internetseiten oder in Publikationen der Gemeinschaft angepasst. So wurde die Einführung des Elektroautomobils als Erfüllung der fünften Prophezeiung angesehen. Ebenso wurde die sechste Prophezeiung auf die Präsidentschaftskandidatin Hillary Clinton bezogen und ab 2020 auf die Vizepräsidentin Kamala Harris angewandt.
Weitere Prophezeiungen:
- Das kommunistische Russland werde den Vatikan mit einer Atombombe vernichten: “Communism is working straight in the hands of Almighty God to destroy the Roman … And remember, I say this as God’s prophet: The Russian empire will drop an atomic bomb of some sort on the Vatican City and destroy it in one hour. THUS SAITH THE LORD.”[482]
- Er werde erneut nach Durban (Afrika) reisen und in einer einzigen Veranstaltung vor 300.000 Menschen predigen.[483][484] Dies ist eine jener Prophezeiungen, deren Erfüllung von den Anhängern Branhams noch erwartet wird.[485]
- 1962 verkündete Branham, dass er 1956 prophezeit hätte, dass der Erweckungsprediger Billy Graham in diesem letztgenannten Jahr seine Veranstaltungen aufgrund ausbleibender Zuhörerschaft und des Niedergangs der Erweckungsbewegung absagen müsse und dies genau so eingetreten sei.[486] Abgesehen davon, dass keine Predigt Branhams vor oder während des Jahres 1956 existiert, in der er eine solche Prophezeiung machte, sagte Billy Graham weder eine Veranstaltung ab, noch minderte sich seine Zuhörerschaft. So hielt Billy Graham z. B. 1957 eine 16-wöchige Evangelisationsveranstaltung in New Yok City, an der 2,3 Millionen Menschen teilnahmen.[487]
- Im Juli 1963 predigte Branham, dass er bereits 1933 prophezeiend die Warnung ausgesprochen hätte, dass die Menschen in der Endzeit nicht in einem Tal leben und keine Eier essen sollen: “I was prophesying, and said, ‘It shall come to pass in the last days, don’t live in a valley and don’t eat eggs.’ I’ve got it on my book. I thought there was something about that, and I went and looked at it. ‘Don’t eat eggs.’ That was way back in 1933.”[488] In einer späteren Predigt nennt er das Jahr 1931.[489]

### Vorhersagen
Branham unterschied zwischen Prophezeiungen (prophecies) und Vorhersagen (predictions). Seine Vorhersagen seien zwar göttlich inspiriert, müssten jedoch nicht zwangsläufig eintreffen. Allerdings machte er auch Vorhersagen, an die er die Bekräftigung „So spricht der HERR“ anschloss, womit diese wieder eine besondere Aussagekraft erhielten.
- Die Welt werde bis 1977 untergehen: “As a servant of God who had multitudes of visions, of which none has ever failed, let me predict (I did not say prophesy, but predict) that this age will end around 1977. […] I sincerely believe and maintain as a private student of the Word, along with Divine inspiration that 1977 ought to terminate the world system and usher in the millennium.”[461] Manche seiner Anhänger distanzieren sich heute von dieser Aussage oder deuten sie auf 2077. Branham selbst sagte zu diesem Thema: „Versteht es nicht falsch und sagt: ‚Bruder Branham sagte, dass Jesus in 1977 kommen wird.‘ Ich habe solch eine Sache nie gesagt. Jesus könnte heute kommen. Aber ich habe vorhergesagt, dass zwischen 33 und 77 etwas geschehen wird, dass all die Dinge, die ich habe kommen sehen, in der Vision eintreffen werden. Und fünf von ihnen sind bereits eingetroffen.“[490] Bei seiner Ausführung diesen Zeitpunkt betreffend unterlief Branham jedoch ein Rechenfehler: Er setzte die Dauer des Wirkens Gottes mit dem Volk Israel auf 1.954 Jahre an und sagte, dass von der Kreuzigung Christi im Jahr 33 bis zum Jahr 1977 der christlichen Kirche ebenfalls exakt 1.954 Jahre bestimmt seien.[491] Nachdem das Jahr 1977 ohne Weltuntergangsszenario vorüberging, erklärten seine Anhänger dies damit, dass es sich lediglich um eine Vorhersage und nicht um eine Prophezeiung gehandelt habe.[492] Bestimmte deutsche Abkömmlinge der Branham-Bewegung wie die Freie Volksmission Krefeld behaupten inzwischen, dass diese „Prophezeiung“ nicht von Branham selbst, sondern von seinem Verleger Lee Vayle stamme.[493] Dies führte zu einer Trennung von der US-amerikanischen Branham-Bewegung, da zweifelsfrei belegt ist, dass Branham dies in mehreren Predigten ausdrücklich behauptete.[494]
- Los Angeles werde zu Lebzeiten seines Sohnes Billy Paul († 2023) im Meer versinken:[495][496][497][498] “I predicted Los Angeles will go beneath the ocean. And THUS SAITH THE LORD, it will.”[499]

- Der Mensch werde niemals auf dem Mond landen (Mondlandung): “We’re trying to build a machine to take us to the moon? You’ll never make it.”[500] “Taking a trip to the moon […] They ain’t going to get there.”[501]

- Im Juli 1951 behauptete Branham, dass er die Überschwemmung des Ohio Rivers im Jahr 1937 vorhergesagt hätte.[502][503]

- Nachdem Branham im Mai 1961 in British Columbia jagen war und einen Bären erlegt hatte, sagte er in mehreren Predigten 1962 vorher, dass er erneut nach British Columbia gehen werde und diesmal einen zweimal so großen Bären erlegen werde.[504][505] Er bekräftigte die Vorhersage mit “Thus saith the Lord!”[506] Dies ist eine der Vorhersagen, deren Erfüllung von den Anhängern Branhams noch erwartet wird.[485]

### Spätere Erscheinungen und Visionen
Als sich William Branham 1947 auf einem Tiefpunkt befand, weil die Visionen und Lichterscheinungen kritisiert wurden, zog er sich in die Einsamkeit einer abgelegenen Hütte zurück. In seinen späteren Predigten berichtete er, dass ihm in der Hütte ein Engel erschien, der zuvor als ein Stern zu sehen war und dann die Gestalt eines Mannes annahm. Der Engel habe ihm gesagt, er solle sich nicht fürchten und dass er aus der Gegenwart des allmächtigen Gottes gesandt sei, ihm mitzuteilen, dass seine besondere Geburt und sein Leben darauf hindeuteten, dass er eine Gabe der göttlichen Heilung zu den Menschen der Welt bringe. Wenn er aufrichtig und ernsthaft sei, würde seinem Gebet nicht einmal Krebs widerstehen. Er werde große Menschenmengen haben und für Könige und Monarchen beten. Aufgrund von Visionen proklamierte er die Heilung Einzelner oder ganzer Versammlungen.
In seinen 1960 gehaltenen Predigten erwähnt Branham, dass ihm zum Gründungstag des Staates Israel der Engel des Herrn erschienen sei. Allerdings nannte er hierfür drei verschiedene Daten: 7. Mai 1946, 6. Mai 1946 und 7. Mai 1947. Die tatsächliche Staatsgründung Israels erfolgte am 14. Mai 1948. Es wird angenommen, dass Branham den Beginn seines Sendungsauftrags zur Krankenheilung mit dem Tag der Staatsgründung Israels gleichsetzen wollte, um die Verbindung zwischen seinem Dienst und der bevorstehenden Endzeit hervorzuheben.
Aureole:
William Branham sagte immer wieder, dass er seit seiner Geburt von einem himmlischen Licht bzw. dem Engel des Herrn begleitet würde. Als Beleg hierfür verweisen seine Anhänger oftmals auf ein Foto Branhams, auf dem über seinem Kopf ein unscharfes Licht zu erkennen ist, das einer Aureole gleicht. Nach Branhams Aussagen sei es dieselbe Feuersäule gewesen, die das Volk Israel während der Wüstenwanderung führte. Seinen Angaben zufolge sei das am 24. Januar 1950 im Sam Houston Coliseum in Houston (Texas) entstandene Foto durch George J. Lacy vom FBI auf Echtheit überprüft und das Licht als übernatürlich bestätigt worden. Eine Kopie sei in der „Hall of Religious Art“ in Washington D.C. ausgestellt bzw. nach Deutschland in die „Halls of Germany“ gebracht worden. Keine der genannten Hallen existiert. Tatsache ist, dass das Negativ des Fotos von Pastor Gordon Lindsay dem in Houston tätigen Dokumentenprüfer George J. Lacy mit der Bitte um Prüfung einer nachträglichen Manipulation gegeben und von diesem untersucht worden war. George J. Lacy schloss in seinem auf den 29. Januar 1950 datierten Rapport eine nachträgliche Manipulation des Negativs aus und kam zu dem Endergebnis, dass der Lichtbalken auf ein Licht zurückzuführen sei, das das Negativ getroffen habe: “I am of the definite opinion that the light streak appearing above the head in a halo position was caused by light striking the negative.” George J. Lacy arbeitete weder für das FBI, noch bestätigte er einen übernatürlichen Ursprung des Lichts. Andere sehen in dem Licht über Branhams Kopf die Deckenbeleuchtung der Halle, die aufgrund der Position des Fotografen einem Heiligenschein gleicht.
Branham selbst wertete das Foto als göttliche Bestätigung seines Dienstes. Auch verurteilte er es nicht, wenn einige seiner Anhänger betend vor dem Bild niederknieten.
Am 5. September 1974 teilte der damalige FBI-Direktor Clarence M. Kelley nach Eingang einer förmlichen Anfrage eines kritischen Bürgers schriftlich mit, dass dem FBI keinerlei Informationen über das betreffende Foto vorliegen und George J. Lacy zu keiner Zeit Angestellter des FBI war.
Marilyn-Monroe-Vision:
Branham berichtete am 13. Oktober 1962, dass er vor einigen Wochen die Vision einer schönen jungen Frau gehabt habe, die an einem Herzinfarkt starb. Der Engel des Herrn sagte ihm daraufhin, dass die Frau um 4:00 Uhr morgens gestorben sei, es allerdings behauptet werden würde, dass sie Selbstmord begangen hätte. Erst als Branham wenige Tage später die Nachrichten im Radio hörte, habe er erkannt, dass es sich bei der Frau, die er gesehen hatte, um die Schauspielerin Marilyn Monroe gehandelt hatte: “Back there one night, I saw a vision. And it was a – a lovely, pretty woman, looked young woman running; she had her hand here, and she was perishing with a heart attack, a beautiful woman. And she dropped and was gone. And the Angel of the Lord said, ‘Now, when you hear of this, remember, they’re going to say that she committed suicide, but she died in a heart attack. And it’s almost 4:00, so you just say 4 o’clock,’ and then He left me. […] And on the road out two days later, there it come in on the radio that this Miss (I can’t think of her name.) Monroe, Mrs. Monroe. I think that was her stage name, or whatever it was; her name was something else. And she had died, and they said she committed suicide.”
Branham erwähnte die Vision in mehreren nachfolgenden Predigten und versicherte seinen Zuhörern, dass er die Vision zwei Tage vor dem tatsächlichen Tod Marilyn Monroes am 5. August 1962 hatte.

### Die Wolken-Erscheinung
Branham sprach ab Juni 1963 mehrfach über eine Vision, die er während eines Jagdausflugs zwischen dem 6. und 8. März 1963 auf dem Sunset Mountain in Rattlesnake Mesa bei Tucson (Arizona) über die Sieben Siegel der Offenbarung empfangen und hierbei die Siegel geöffnet habe. In der Vision seien ihm sieben Engel erschienen, die eine Pyramide bildeten. Als die Engel verschwanden, sei eine Wolke zurückgeblieben. Branham verwies in diesem Zusammenhang auf eine am 17. Mai 1963 in der Zeitschrift Life (und bereits am 19. April 1963 in der Zeitschrift Science) behandelte seltsame Wolkenformation, die am 28. Februar 1963 über Flagstaff (Arizona) innerhalb der Stratosphäre beobachtet und fotografiert worden war. In seinen oben aufgeführten Predigten betonte er immer wieder, dass es sich um dieselbe Wolke handle, obwohl kein zeitlicher und örtlicher Zusammenhang bestand. 1965, ganze zwei Jahre später, teilte Branham mit, dass auf dem Foto der Wolke das Gesicht Christi zu sehen sei. Hierfür müsse das Foto um 90° nach rechts gedreht und in Graustufen betrachtet werden.
Die wissenschaftliche Untersuchung der Wolkenformation kam zu dem Ergebnis, dass es sich um die Rückstände einer von der Vandenberg Air Force Base in Kalifornien gestarteten und planmäßig abgeschossenen Rakete handelte, die laut den im Jahr 2022 über den Freedom of Information Act freigegebenen amtlichen Dokumenten Teil eines zur damaligen Zeit geheimen Raketenabwehrsystems war. Mit dem Datum der Wolken-Erscheinung korrespondierende Starts sind verzeichnet.

## Werke
Aufgrund der Illiteralität William Branhams hinterließ er keine Vielzahl an Schriften. Nichtsdestoweniger bestand früh Interesse an seinen Predigten, weshalb sein Manager Gordon Lindsay eine Auswahl der aufgezeichneten Predigten Branhams sprachlich überarbeitet verschriftlichte und über The Voice of Healing zum Verkauf anbot. Gemeinsam mit William Branham verfasste er zudem das Lebensbild des Ersteren. Für die Publikation seiner Lehre engagierte Branham den Verleger Lee Vayle, der diese maßgeblich überarbeitete.
Predigten:
Seit 1981 veröffentlicht Voice Of God Recordings die ca. 1.200 zwischen 1947 und 1965 aufgenommenen Predigten Branhams wortgetreu und in mehreren Sprachen. Die als The Table bezeichnete Predigtsammlung ist seit 2006 als Internet-Version zugänglich. Der Vertrieb der deutschsprachigen Übersetzungen erfolgt über die Freie Volksmission in Krefeld. Zu den bekanntesten Predigten William Branhams zählen:
- The Deep calleth to the Deep (1956)
- The Serpent’s Seed (1958)
- Is this the Sign of the End, Sir? (1962)
- Marriage and Divorce (1965)

Publikationen:
- William Branham: A Man sent from God (1950, Gordon Lindsay)
  - Deutsch: William Branham: Ein Mann von Gott gesandt (1954, Hrsg. Martin Gensichen)
- An Exposition of the Seven Church Ages (1965, Verleger Lee Vayle)
  - Deutsch: Darlegung der sieben Gemeinde-Zeitalter (1968, Hrsg. Ewald Frank)
- The Revelation of the Seven Seals (1977, Verleger Lee Vayle)
  - Deutsch: Die Offenbarung der Sieben Siegel (1965, Hrsg. Ewald Frank)

## Wirkung
Branhams Anhänger verehren William Branham bis heute als Propheten und wortwörtliche Stimme Gottes, dessen Lehre sie als The Message bezeichnen. Nach seinem Tod gründeten sie The Voice of God Recordings (gegründet 1981 von Joseph Branham) und die Spoken Word Publications, über die seine Predigten in Ton und Text weltweit verbreitet werden. Der Name Voice of God Recordings bezieht sich auf eine Aussage William Branhams, der sagte: “I am God’s voice to you”. Sowohl William Paul Branham als auch Joseph Branham sahen bzw. sehen ihren Vater als Manifestation Gottes an, der mit Jesus Christus identisch sei.
In Deutschland nahm Ewald Frank mit seiner Freien Volksmission die Lehre Branhams auf. Frank sah sich mit dem gleichen prophetischen Auftrag per Engelserscheinung versehen wie Branham. Die Worte Branhams als Gottes Wort verstehend, verbreitet die Freie Volksmission Krefeld die Predigten Branhams in deutscher Übersetzung mit der Titelblattangabe: Das gesprochene Wort durch William Branham [Titel] Das gesprochene Wort ist der Original-Same.
Innerhalb der Erweckungsbewegung und unter der Anhängerschaft Branhams ist eine begrenzte Zahl an Nachahmern zu verzeichnen, die von persönlichen Visionen mit der von ihm übernommenen Bildsymbolik sprechen und sich in dessen prophetischer Nachfolge sehen.
Branhams Schriften wurden in 30 Sprachen übersetzt; weltweit wird die Anhängerschaft seiner Lehre auf 700.000 bzw. 2 Millionen geschätzt und ist in 29 Ländern vertreten. Die Mehrheit der Voice-of-God-Recordings-Niederlassungen befindet sich in Afrika und Südamerika.
In Russland regte das Zentrum für die Bekämpfung des Extremismus des Innenministeriums im April 2017 ein Verfahren an, um die Schriften Branhams (Bücher sowie 20 Broschüren) als Extremismus einzustufen und damit zu verbieten. Eine Expertenkommission der Staatlichen Universität Sankt Petersburg kam zu dem Ergebnis, dass die Schriften Techniken neuro-linguistischer Programmierung enthalten, weshalb eine Einstufung als Extremismus richterlich bestätigt wurde.
Die Mehrzahl der Lebensbilder William Branhams wurden von Anhängern seiner Lehre verfasst, in denen sämtliche Aussagen Branhams als Tatsachen dargestellt und keiner sachlich-kritischen Überprüfung unterzogen werden. Zu den eher kritischen Autoren zählen C. Douglas Weaver, Peter M. Duyzer, John Collins und Roy Weremchuk.

## Kritik
Ein früher Kritikpunkt an William Branhams Tätigkeit als Geistheiler war, dass er aus seinem Heilungsdienst ein groß angelegtes und beworbenes Showbusiness gemacht habe, anstatt beispielsweise Krankenhäuser aufzusuchen.
Auffallend ist, dass es William Branham mit dem Wahrheitsgehalt über sein Leben und seine biografischen Daten nicht so genau nahm. Seine Bibelauslegung und Lehre war und ist starker Kritik ausgesetzt, da er biblische Erzählungen abweichend wiedergibt und er in seiner Auslegung nicht konsequent erscheint. Als Grund hierfür wird sei seine mangelhafte Bibelkenntnis und schlechte Bildung angesehen. Der von ihm postulierte Ursprung seiner Visionen wurde immer wieder in Frage gestellt. Gleiches gilt für die Vorhersagen und Prophezeiungen Branhams, insbesondere bezüglich des Zeitpunkts ihrer Veröffentlichung und der Genauigkeit ihres Inhalts. Ihm wird vorgeworfen, dass er seine Prophezeiungen über die Jahre immer mehr ausschmückte, ergänzte oder rückwirkend an den tatsächlichen Ablauf bereits vergangener Ereignisse anpasste. Da keine seiner vor einem Ereignis öffentlich gemachte Prophezeiung eintraf, wird Branham als falscher Prophet angesehen, dessen göttliche Visionen der Endzeit auf eine Form des religiösen Wahns zurückzuführen seien.
Die Lichterscheinungen und Visionen Branhams werden von seinen Kritikern ebenfalls sehr kontrovers eingestuft. Während Branham sie als Kundgebungen Gottes und himmlischer Mächte deutete, führen sie seine Kritiker auf eine Geisteskrankheit, magnetopathisch-hellseherische Kräfte oder eine okkulte Belastung zurück, nicht zuletzt weil Branham Anhänger der Astrologie, Numerologie und Pyramidologie war. Der Theologe Kurt E. Koch hob zudem negativ hervor, dass Branhams Vater Schnapsbrenner und seine Familie wahrsagehörig gewesen sei.
Peter M. Duyzer gelangt in seinem Buch Legend of the Fall – An Evaluation of William Branham and his Message zu dem Fazit: “This analysis of William Branham’s life and teaching has shown that to no extent are the claims of William Branham regarding his life, call and ministry supported by Scripture, neither by his messages, nor by reality.”
Indem sich Branham als den zweiten Propheten Elia verstand, den er mit Jesus Christus und damit Gott selbst gleichsetzte, und lehrte, dass eine Errettung nur durch den Glauben an seine Lehre möglich sei, begründete er eine neue Sekte.
Aus diesen Gründen wird die Lehre Branhams von der Mehrheit der christlichen Konfessionen als Irrlehre betrachtet.